# フォード・モデルT
フォード・モデルT（Ford Model T）は、アメリカ合衆国のフォード・モーター社が開発・製造した自動車である。
アメリカ本国ではティン・リジーなどの通称があるが、日本ではT型フォードの通称で広く知られている。
1908年に発売され、以後1927年まで基本的なモデルチェンジのないまま、1,500万7,033台が生産された。4輪自動車でこれを凌いだのは、唯一2,100万台以上が生産されたフォルクスワーゲン・タイプ1（ビートル）が存在するのみである。その廉価さから、アメリカをはじめとする世界各国に広く普及した。
基本構造自体、大衆車として十分な実用性を備えた完成度の高い自動車であり、更にはベルトコンベアによる流れ作業方式をはじめ、近代化されたマス・プロダクション手法を生産の全面に適用して製造された史上最初の自動車という点でも重要である。

## 歴史

### モデルTの出現まで

#### モデルT以前
1896年に、自力で最初のガソリン自動車を開発したヘンリー・フォードは、1899年に新たに設立されたデトロイト・オートモビル社の主任設計者に就任するも、出資者である重役陣との対立で1902年に退社した。その後任には精密加工の権威であるヘンリー・M・リーランドが就任し、社名をキャディラックと変更している。
ヘンリー・フォードは1903年に自ら社長を務める新自動車会社フォード・モーター社を設立、デトロイトに最初の工場であるピケット工場を開設した。
その初期には、車体中央部床下に2気筒エンジンを搭載してチェーンで後輪を駆動する「バギー」と呼ばれる種類の小型車を生産していた。当時のアメリカの道路は悪路が多く、ヨーロッパ車に比べて洗練されていない形態の「バギー」型車の方が、かえって実情に即していたからである。1903年の「モデルA」、1904年の「モデルC」、1905年の「モデルF」が「バギー」にあたる。
しかし、程なく本格的な自動車が求められるようになったことから、1905年の「モデルB」では、フォードの量産車としては初めて直列4気筒エンジンをフロントに搭載し、プロペラシャフトで後輪を駆動するという常道的なレイアウトに移行した。1906年には出資者であるアレグザンダー・マルコムソンらの意向で、大型の6気筒40HP高級車「モデルK」も開発したものの、生産の主流とはならなかった。フォード社は、当時からあくまで小型大衆車生産に重点を置いて活動していた。

#### モデルNの成功
1906年末には「バギー」モデルFに代わる本格的な4気筒の小型車「モデルN」を発売した。2気筒12HPのモデルFが1,000ドルであったのに対し、4気筒17HPのモデルNは、量産段階におけるコストダウンが図られ、半値の500ドルで販売された。まもなく派生型として「モデルR」「モデルS」も開発されている。
モデルNはごく廉価で性能が良かったため売れ行きが良く、その成功は予想以上であった。このため部分的な流れ作業方式の導入が図られ、工場の拡張も進められたが、それでも生産が需要に追いつかなかった。
当初から量産を考慮して開発されたモデルNシリーズであったが、更なる需要に応じるには既存の体制では限界があり、フォードは生産性の根本的な向上を図ることを迫られた。そこで、モデルNの設計から多くを参考にしつつも、全体を一新して性能を向上させ、なおかつより大量生産に適合した新型車の開発を1907年初めから開始した。これがのちのモデルTである。

#### モデルTの開発
当時のフォードにおける先進性として、部品互換の達成が挙げられる。1900年代の自動車の多くが、個別部品の均一な加工精度確保に難があり、最終組立段階での手仕上げによる調整を強いられていた中、フォード社はこの時点で、既に先行するキャディラックのヘンリー・リーランドの流儀に倣い、マイクロゲージを基準とした規格化によって部品互換性を確保していた。ここではミシンメーカーであるシンガー社出身で、フォードのプロダクションマネージャーに短期間ながら就任していたウォルター・フランダース (Walter.E.Flanders) が重要な働きを行っている。部品互換の実現は大量生産の大前提であり、フォードはこの点で大衆車業界での競合他社に一歩先んじていた。
一方これと同じころ、冶金学の研究が進んでいたイギリスにおいて、新種の高速度鋼「バナジウム鋼」が開発された。従来の鋼材に倍する張力を備えながら、軽くてしかも高速切削加工が可能という、自動車用の素材として理想的な材質である。ヘンリー・フォードはこれを知り、新型車にバナジウム鋼を多用して生産性向上と軽量化を図ることにした。
モデルTの開発作業は、1907年初めから開始された。ヘンリー・フォード自身をチーフとし、C.ハロルド・ウィリス (Childe Harold Wills)、チャールズ・ソレンセン (Charls Sorensen) など、社内でも限られたスタッフのみによって、極秘に進行されることになった。
作業にはピケット工場内の個室を特に充て、ヘンリーの指示に基づいてハンガリー出身のジョセフ・ガラム (Joseph Galamb) が作図を行い、別室では19歳の機械工チャールズ.J.スミス (Charles.J.Smith) が実際の部品製作に当たった。ヘンリーはしばしば長い時間揺り椅子にもたれつつ、部下に指示を行ったという。実験段階における初期の試験台には、実績のあるモデルNシャシーが利用された。

### モデルTの成功

#### 発売

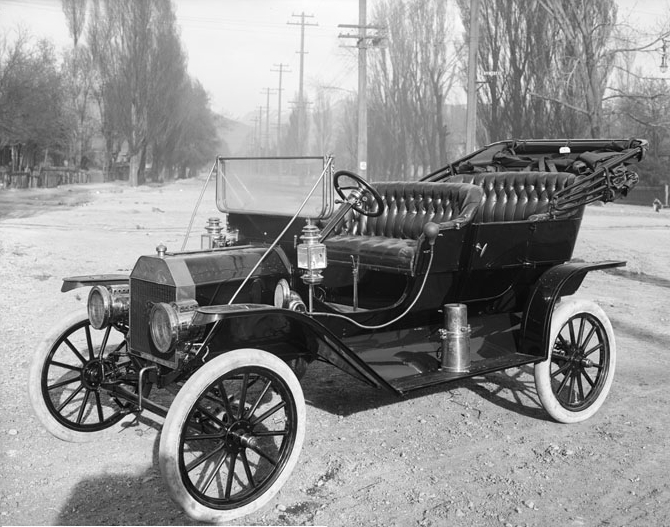
1910年式モデルT・ツーリング。初期の典型的なモデルTである

モデルTは1907年10月に最初のプロトタイプ2台が完成、翌1908年3月に発表されたが、市販開始は同年10月からとなった。デトロイトのピケット工場で最初の市販モデルTの1台がラインオフしたのは、1908年9月27日のことである。
モデルTは、当時のアメリカにおいて小型車カテゴリーに当たるクラスで、最初600ドルの格安価格での販売を計画されていた。だが実際にはコストダウンが追いつかず、モデルNよりやや上級のクラスとして850ドル以上の価格で発売された。それでも同クラスの自動車が1,000ドル台の価格帯であっただけに非常な好評で、翌1909年4月までには3か月分のバックオーダーを抱えることになり、7月までの受注停止を強いられた。1909年の1年間だけでも1万台を越えるモデルTが生産され、当時としては桁外れのベストセラーとなった。
この大ヒットに直面したヘンリー・フォードは、並行生産していた小型車モデルN、R、Sや高級車モデルKの生産を停止し、モデルTただ1種に絞り込んだ大量生産を決断した。
以後のモデルTの歴史は、モデルTという単体の自動車自体の発展以上に、大量生産技術の発展の歴史であった。ヘンリー・フォードと彼のブレーンたちは、モデルTという元々完成度の高い実用大衆車を、速く大量に効率よく、そしてより廉価に供給することを目的に活動した。
フォード社は販売後のサービス体制にも配慮を怠らなかった。アメリカ全土で広域に渡るサービス網を整備し、補修パーツがストックされるデポを各地に設置した。モデルTは元々タフで故障も少なく、造りがシンプルで素人にも整備しやすかったが、アフターサービスの充実は、ユーザーからの信頼をより高める結果になった。初期モデルTの「Ford, the universal car（万能車フォード）」「Watch the Fords go by（フォードのやり方を見よ）」といった宣伝フレーズ からも、ヘンリー・フォードがモデルTに抱いていた大きな自負をうかがえる。
1910年、ピケット工場に代わる主力生産拠点として、当時世界最大級の自動車工場であるハイランドパーク工場が、デトロイト郊外に完成した。60エーカー (24 ha)の面積を取った明るい工場は、大出力ガスエンジンと電気モーターを動力源に用いた近代的生産設備を備えていた。このころフォードでは、部品の大規模な内製化を始めた。外注部品の供給状況によって生産効率が左右され、ひいてはコストが上昇することを、ヘンリー・フォードが嫌ったためである。
モデルTは1912年型から生産性を高めるため、従来3種類から選択できたボディ塗色を、黒のエナメル塗り1色のみに絞り込んだ。黒塗りを選んだのは、黒塗装が一番乾きが早く、作業効率が良かったからである。
このころのフォード車＝すなわちモデルTの販売台数の伸びはすでに著しいものがあった。増産体制が強化され、1912年には月産1万台を超えた月は4月と12月だけだったが、1913年に入ると1月以降生産台数は毎月1万台を超え、4月から6月にかけては月産2万台を超えた(p26)。

#### 流れ作業方式へ
フォードのピケット工場における初期の自動車生産は、基本的には1か所に据えられた自動車シャシーに、各工程を担当する作業員が入れ替わり立ち替わり部品を取り付けていく形態であった。当時はどの自動車メーカーも似たり寄ったりの製造方式を採っていた。生産台数がごく少ないうちはこれでも済んでいたが、フォードのように大規模な量産に取り組む場合、据え置き組立では効率が悪すぎた。
フォードでは既に1908年の時点から、工場内の部品供給・移動の合理化によって生産効率を高める工夫が始められていたが、最後に生産効率改善のネックになってきたのは、組み上がっていく製品を移動させることだった。チャールズ・ソレンセンらフォードのエンジニアたちは、シャシーをソリに乗せて移動効率改善を図ってみるなど試行錯誤を重ねた。一方、複数工程をシンクロナイズして同時進行させ組立効率を高める「ライン同期化」への試みも行われている。
初期のモデルTの生産も、基本的にはモデルNと同様な手法が採られていた。ハイランドパーク工場稼働開始時点でも、フォードの生産方式はまだ従来の域を脱していなかったが、当時のアメリカは労働力不足の状態で、限られた人的資源の枠内で抜本的な変革を行い、生産効率を高めることが早急に求められていた。広大なハイランドパーク工場であっても、シャシー据え置き組立のままで月産2万台からさらに増産を図るには床面積が不足しており、1913年には6階建ての新工場棟、W棟・X棟（1棟のワンフロアあたり34万8,800平方フィート≒32,404.6平方メートル）の増築が行われたが、工場を単純に増築するだけで生産性が高まるわけではなかった。
フォードが本格的な流れ作業方式を導入したきっかけについては、「シカゴの食肉処理工場（缶詰工場という異説もあり）での実例を見たヘンリー・フォードの発案」という俗説があるが、実際にはそのように単純なものではなく、フランダースやソレンセンらによる数年間に渡っての試行錯誤の結果、ハイランドパークへの生産移行後に満を持して徐々に導入を始めたのが実情のようである。流れ作業という生産手法自体はフォード以前から存在していたのであるが、俯瞰的な視点から大規模な流れ作業システムを構築し、それら複数を連動して機能させるようにしたことが、フォード社の画期的な功績であった。
本格的な流れ作業導入の最初はエンジンのフライホイールだった。1913年4月時点で、モデルTのマグネトー組込式フライホイール生産は、一人の作業員が全行程を専属で行った場合、1個あたりの完成まで20分を要した。ベルトコンベアの流れ作業方式による分業体制を用い、各工程で作業員の動きに無駄の生じないポジションを取らせるなどの対策を採ると、フライホイール1個の完成所要時間は13分に減少し、更なる改良で1914年には、フライホイール1個を5分で組み立てられるようになった。前年の4倍の効率である。
この手法で、他の工程についても同様な分業による流れ作業方式を導入していった。1913年8月からシャシー組立のベルトコンベア方式切り替えを開始、同年11月からはエンジンについても同様にライン生産化に取り組み始めた。

#### フォード・システム

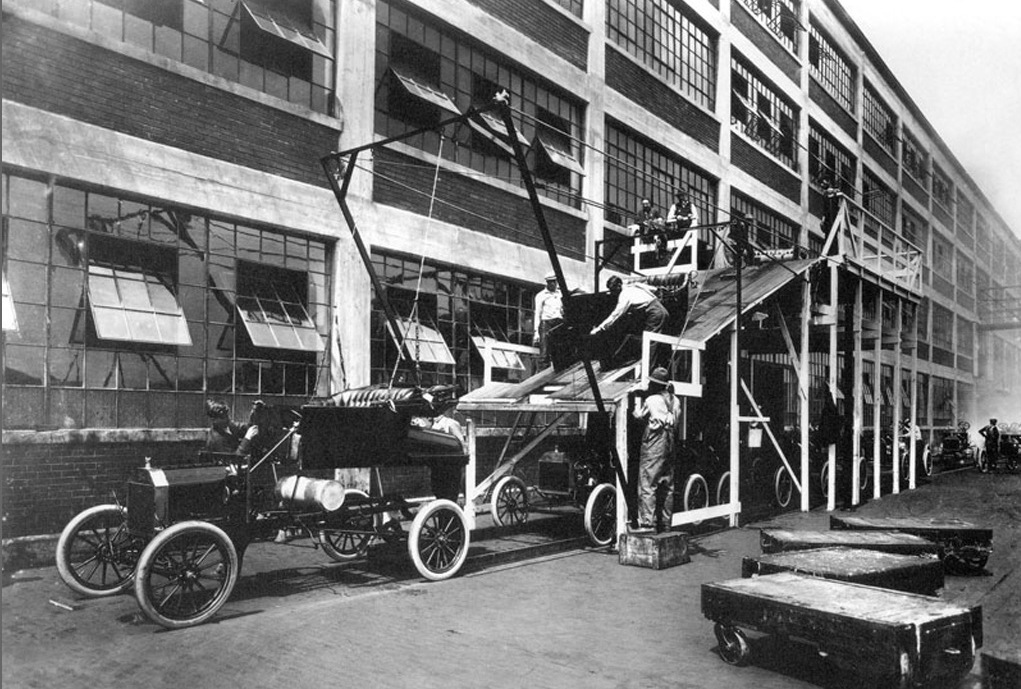
1913年-1914年頃のハイランドパーク工場におけるモデルTのボディとシャシーの架装ライン光景。立体化まで駆使した量産ラインの先駆例として引用される事の多い映像である

個別作業ごとの標準作業時間と手順が定められ、実験中にはヘンリー・フォード自らストップウォッチを手に作業員の動きを注視したという。結果として生産過程では、フレデリック・テイラー (Frederick Winslow Taylor 1856-1915) が提唱した科学的生産管理法「テイラー・システム」がいち早く実現されることになった。しかし、フォード自身はのちに「我々自身の研究の結果であって、テイラーの構築した手法を意識して導入した訳ではない」とコメントし、テイラーとの関係を否定している。
複雑な作業工程も、要素ごとに分解すればほとんどが単純作業の集積であり、個々の単純作業は非熟練労働者を充てても差し支えなかった。作業工程はベルトコンベアによって結合され、熟練工による組立よりもはるかに速く低コストで、均質な大量生産が可能になった。
1914年には、ハイランドパークでのモデルT量産手法はかなり高度な段階に達していた。流れ作業方式による複数の製造ラインを完全にシンクロナイズし、最終組立段階で合流させて計画通りの完成品とする生産システムが、完全に実現した。「フォード・システム」と言われる能率的な大量生産システムの具現化であった。
シャシーを1階で、ボディを2階でそれぞれ組立て、二階建てラインの末端でスロープを使ってボディを下ろし、シャシーに架装するというハイランドパーク工場の生産光景は、写真等でよく知られるが、この2階建てラインは1914年から見られるようになったものである。
1908年の製造開始当初、1台当たり14時間を要したモデルTシャシーの組立所要時間は、1913年からのベルトコンベア化とその後の改良で、1914年4月には1台当たり1時間33分にまで短縮されたと伝えられる。
1917年には更なる大工場、リバー・ルージュ工場の建設が始まった。自前の製鉄所まで備えた広大な工場敷地内では、鋼材に至るまでの一括内製が行われ、膨大な台数のモデルTを均質に量産できる体制が整えられたが、この工場が本格稼働するのは1920年代以降である。

### モデルTの最盛期

#### 日給5ドル宣言と労働者の実情
ヘンリー・フォードが"日給5ドル"宣言を行ったのは1914年である。単純労働者でもある程度継続して勤務すれば、当時の賃金相場（従来のフォードでの最低日給は2ドル台）の2倍程度に値する日給5ドルを支給するという、驚くべき爆弾宣言であった。
当時、熟練労働者の存在価値が低下しつつあったフォード社では、特に熟練層からの不満が高まり、離職率も高くなっていた。そこでフォード社の営業担当者だったジェームズ・クーゼンスが、労働者の定着率向上のために待遇改善を提案したところ、ヘンリー・フォードはワンマン経営者らしく、さしたる数値の裏付けもないまま大盤振る舞いを決定した。
日給5ドルは年収なら1,000ドル以上になり、当時、モデルT1台を購入してもなお労働者の一家がつましい生活を送りうる水準である。当然ながらフォードの工場には就職を希望する労働者が殺到した。
だがその高給は、生産ラインでの単調な労働に耐えることの代償だった。生産ラインを着実に動かすことが優先され、工場の稼働時間中、労働者は生産ラインの進行ペースに遅れることなく、刺激を伴うことのない単調な作業を休みなく続けなければならなかった。フォード工場の労働者はむしろ通常の工場労働以上に、肉体面・精神面での著しい負担を強いられることになった。
このため実際には5ドル支給時期に達する以前に職を辞する未熟練労働者も多かったが、退職者が生じても「日給5ドル」に惹かれる新たな就職希望者は後を絶たなかったため、既に単純労働の膨大な集合体と化していたフォードの生産体制に支障は生じなかった。
モデルTの大量生産の裏面には、このように過酷な現実があった。流れ作業方式は、のちにはチャールズ・チャップリンの映画『モダン・タイムス』（1936）などで諷刺され、人間を生産システムの一部として機械同然に扱う非人間性の象徴ともされるようになる。そしてフォード社は、労働者らによる労働組合運動に対しては、デトロイトの自動車メーカー各社の中でも、とりわけ冷淡かつ暴力的な手段で厳しく対処したのである。

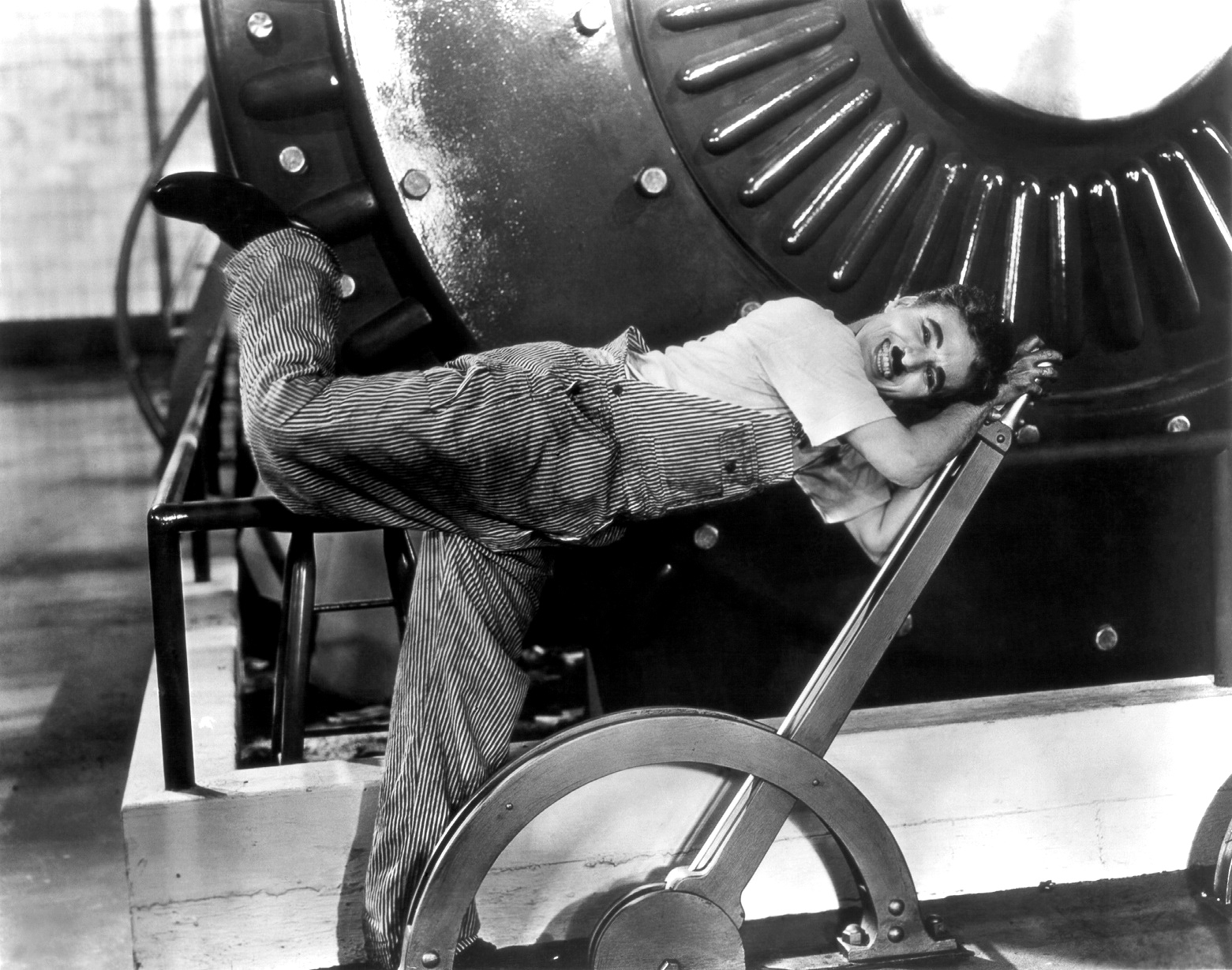
『モダン・タイムス』

その一方、流れ作業方式に代表される大量生産システムの発展によって生産効率が著しく高まったことで収益が増大し、非熟練労働者にも給与の上昇という形で還元されるようにもなった。可処分所得の大きくなった少なからぬ労働者がフォード・モデルTを所有するに至った。それは労働者階級を含む巨大な大衆層を担い手とした大量生産・大量消費時代の先触れであった。

#### 未曾有の量産記録と低価格化

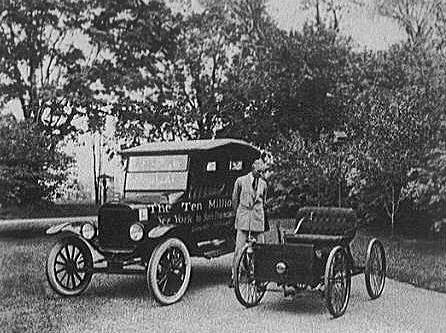
1924年、フォード車生産累計1000万台達成時の記念写真。ヘンリー・フォードの両側に、1896年の最初のガソリンエンジン試作車と、1000万台記念のモデルTが並ぶ。このときモデルTの生産ペースは絶頂期にあった

モデルTの年間生産台数は、1910年の1万8,600台強から、1年で50%から100%の割合で爆発的に激増した。
イギリスでの組立が始まった1911年、年間生産台数は3万4,500台以上であった。ハイランドパーク工場で流れ作業方式が開始された1913年には年間生産台数は16万8,000台以上となる。1916年には53万4,000台弱に伸び、1919年のみ第一次大戦後の終戦不況の影響で生産量が減ったほかは、年々増加した。
1921年には年間生産台数は99万台弱を生産し、翌1922年には121万台を超えて100万台オーバーの大台に達した。そして1923年には、1年間で205万5,300台以上を生産してピークに達する。その後、減少傾向を辿るものの、生産中止前年の1926年時点においても1年間で163万台弱のモデルTが生産されていたのであるから、いかに圧倒的な生産体制であったかが推し量れる。一時、アメリカで生産される自動車台数の半分以上がフォード・モデルTだった。
この膨大な規模の大量生産体制によって、モデルTの価格はひたすら下がり続けた。
（例）標準的な幌付きのツーリングモデル
1910年にいったん950ドルに値上げされたが、翌1911年には780ドルへ下がり、その後は年に50ドルから100ドルの割合で値下げが繰り返された。1913年には600ドル、1915年は490ドル、1917年には360ドルまで価格が下がった。さらに翌1918年にはアメリカの第一次世界大戦への参戦の影響を受けて物価は上がり、モデルTも物価上昇に併せて525ドルに値上げしたが、以後は再び値下げが進み、1922年には355ドル。そして1925年にはついに290ドルという法外なまでの廉価になった。これは、インフレーションを考慮して換算した場合、2005年時点における3,300ドル相当である。

#### モデルTTの開発と商用・農業分野への事業拡大
モデルTのシャーシ後部を、オープンタイプの荷台、またはクローズドタイプの荷室とした小型トラック的モデルは、モデルTの普及途上で、早い時期から市場での改造で出現していたが、元来小型軽量であったモデルTではヘビーデューティな用途に適さないきらいもあった。
これに対しフォード社はより本格的な商用モデルを公式に供給するため、1917年、モデルTを元に、シャーシとスプリングを強化してロングホイールベースとし、ウォームギア駆動の低速ファイナルギアを備えたコマーシャルシャーシ版の派生型「モデルTT」を開発、市場投入した。TTにはモデルT同様の大量生産手法が活用され、また特にコストのかかるエンジンと変速機についてモデルTと互換仕様とし、量産効果を高めたことで、先行各社の同級のコマーシャルシャーシに対して競争力のある価格が打ち出せた。
1トントラックシャーシとして設計されたTTは速度こそ遅かったが、モデルT同様の頑丈さと扱いやすさを兼ね備え、フォードは商用車部門でもシェアを一挙に獲得した。市場のボディメーカーの手で様々な用途の貨物用ボディを架装され、貨物用に留まらず小型バス等のベースとしても汎用に利用されて、1927年にモデルTと共に製造が終了するまでに、のべ150万台が生産される成功を収めている。なおモデルTの生産台数1,500万台には、一般にこのTT系の生産台数も算入されている。
並行して、ヘンリー・フォードは宿願である農業機械化のためにトラクター量産化にも乗り出していた。フォード・モーターからは別会社として設立されたヘンリー・フォード&ソン(Henry Ford & Son Inc　1920年にフォード・モーターに合併)では、1916年に20HP級の「フォードソン・トラクター・モデルF(Fordson Tractor model F) 」を開発した。ガソリン・ケロシン両用の直列4気筒エンジンブロックと後部ギアボックスユニットを結合し、フレームレス一体シャーシとして機能させるその画期的レイアウトは、その後世界各国の内燃機関トラクターの範となった。モデルFは1917年からやはり大量生産方式による低価格で市販され、内燃機関トラクターとして史上初の商業的ベストセラーとなった。
このように1910年代のヘンリー・フォードは大量生産技術を駆使し、大衆車・商用車・農業トラクターという、それぞれに未開の巨大需要を擁していた市場の開拓・制覇に成功し、一代で企業帝国を築き上げた「自動車王」として世界的な著名人となった。その莫大な資金力によって、1922年には経営難に陥った高級車メーカー・リンカーン・モーター・カンパニーを救済買収、自社傘下に収めている。

### 衰退期

#### 前時代化へ
ヘンリー・フォードは1920年代に入っても、自らの製品をより廉価に、より大量供給する生産システムの革新にひたすら邁進したが、いったん完成した製品そのものの革新には無関心であった。ヘンリーは「モデルTは既に完成した『完璧な製品』であり、代替モデルを開発する必要はない」と頑なに信じ込んでいた。そのため、モデルTは小改良を加えられるだけで長く抜本的なモデルチェンジを施されなかった。
ヘンリーの息子エドセル・フォードは、1919年にフォード社社長に就任したが、叩き上げの父ヘンリーと違って高等教育を受けたインテリで、幼少期から自動車に親しみ、自動車技術の改良発展やカーデザインのあり方に対して優れた見識を身に付けていた。エドセルはフォード社の経営を広い視野から判断し、1920年代早々の時点で「モデルTには抜本的改革―モデルチェンジが必要だ」と考えていた。またフォード社の中でも将来を見る眼のあった幹部たちや、他社との販売競争にさらされている少なからざる傘下ディーラーも、同様な考えを抱いていた。
エドセルは単なる御曹司ではなかった。社長就任から程なくフォード社が買収したリンカーンを立て直すため、名門コーチビルダー架装のボディを載せて高級車市場にアピールする策で商業的成功を収めている。さらに後年、リンカーン・ブランドでは流線型の量産型高級車「ゼファー」を1935年に、さらにそれをベースとして史上屈指の美しい自動車と言われる高級パーソナルカー・初代リンカーン・コンチネンタルを1939年に生み出し、並行して1938年には新たな中級車ブランド「マーキュリー」を立ち上げてフォード社で長年手薄だった中級車部門拡充を成功させるなど、エドセルには先を見据える着実な手腕があった。ヘンリー・フォードも高級車部門の運営は早くからエドセルに委ねるようになっていった。
だがエドセルをフォード社社長職に据えたのも名目のみで、なお会社経営の実権を握り続けるヘンリーは、フォード・ブランドの大衆車生産では周囲の忠告や意見にも一切耳を貸さず、モデルTの継続生産にこだわり続けた。その実、モデルTの問題点は時代の変化に伴って顕在化しつつあった。

#### 性能低下
モデルT自体のもたらした自動車の大量普及によって、アメリカでは道路整備が進展し、舗装道路も年々増加していた。それはとりもなおさず自動車の高速化と、エンジンの高馬力化を招いた。しかし道路のほとんどが未舗装であった時代に基本設計されたモデルTは、ロードクリアランスが高くとられて腰高であり、またそのシャシーも、軽量車体を未舗装路で低速走行させるには適当であったが、重量のある車体を高速走行させるには不適合であった。
1920年代、高性能車は6気筒から8気筒、12気筒といった多気筒エンジンを搭載するようになり、最高速度は70 - 80マイル/hに達するようになった。4気筒大衆車でも性能向上で55 - 60マイル/hに達するものは珍しくなくなっていた。これに対し、モデルTの速力は40 - 45マイル/hがせいぜいであった。
加えて装備品の充実に伴い、車重が増加しはじめた。基本モデルのツーリング型で1908年当初1250ポンド（545kg）であった車重は、電装部品の追加装備や内外装のグレードアップで年々増加し、1916年型で1400ポンド、1918年型で1500ポンド、1923年型で1650ポンド、1926年型では1728ポンドにも達した。
さらに第一次世界大戦後には、屋根付きのクローズド・ボディが市場の主流となっていく。モデルTのクローズド・ボディモデルは、オープンボディのツーリング型に比べ重量が200 - 300ポンドも増加したが、エンジンは一貫して20HP、変速機も2段式のままであり、ドライブトレーンの性能が車重に釣り合わなくなっていった。
1920年代、「ティン・リジー（モデルT）は絶対に追い越せない。なぜなら何台追い抜いても、先に別のT型が走っているからだ」と言うジョークが生まれたが、台数の多さと同時に、極め付きの鈍足であったことをも物語っている。

#### 経営・販売戦略の立ち後れ

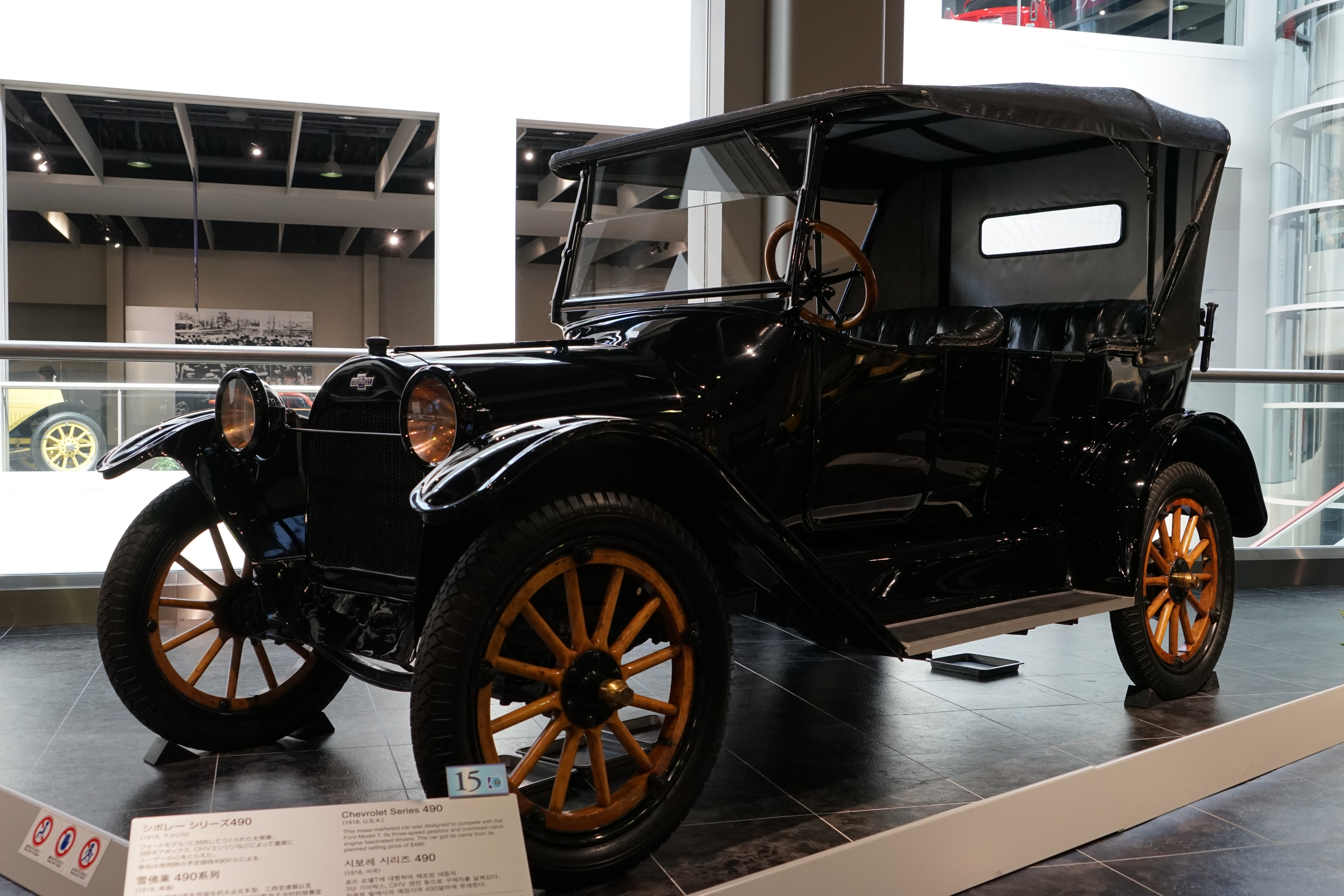
シボレー シリーズ490(1918年) 車名は当時の販売価格が490ドルであったことから。モデルTの遊星ギアに対して3段ギアボックス、更にOHVエンジンを搭載

また、モデルTはボディ形態のバリエーションは非常に多かったものの、どれも実用を第一としたエナメルの黒塗り一色であり、後期にはデザイン面での魅力を欠くようになった。ボディデザインもそれなりのアップデートは図られたが、時代遅れの腰高なシャシーでは、時流に即したデザインのボディを架装することも、デザイン上のバランスと技術の両面から容易に叶わなかった。
競合他社は、性能面もさることながら、自動車の「ファッション」としての面をも重視した。競合メーカーであるゼネラルモーターズ(GM)は、自社の大衆車「シボレー」に多彩な塗装を用意するなどの戦略で、ユーザーにアピールしていた。また、スタイリングにも配慮がなされ、モデルTよりも低重心で、高級車を思わせるデザインが取り入れられて、商品性を高めた。
1923年、モデルTの年間生産台数は200万台を超えて最多となったが、同時にピークとなった。一方、GMは同年に辣腕経営者で知られるアルフレッド・スローンが社長に就任し、シリーズB（1923年）、シリーズF（1924年）、シリーズK（1925年）、シリーズV（1926年）と毎年シリーズが更新されるシボレー スーペリアの生産を開始する。スローンは大衆がより上級の商品、より新味のある商品に惹かれることを理解していた。たとえ廉価な大衆車であっても、高級車を思わせる形態やメカニズムを備えることで商品力は高まり、単なる実用車に飽き足りない消費者の関心を惹き付けることができた。
元来、経営危機に陥ったGM再建に外部から招聘されてGM入りしたスローンは、技術者としての素養は持っていたが基本的には企業経営管理に精通したビジネスマンであり、自動車会社経営の最終目的は「自動車を作ること」ではなく「自動車を売って収益を上げること」であると冷徹に見切っていた。スローンは巨大な企業組織をシステマティックに統括する近代的企業経営手法を構築し、綿密な市場調査と生産量のコントロールとを伴った高度な販売戦略を進めることで、GMの着実な利益確保を図ろうとした。この企図は1920年代を通じて着々と成果を挙げていた。
対してヘンリー・フォードは、GM等の手法を批判的に見ていた。ヘンリーはフォード社の専制君主として君臨し、モデルTを安く大量に生産・販売することのみに邁進していた。より安ければ当然よく売れ、またその普及が社会への還元にもなる、という、古い時代の単純素朴な奉仕思想が背景にあった。
また競合他社は割賦販売（分割払い、ローン販売方式）を導入して、収入の限られた人々でも上級モデルを購入しやすくし、販売促進を図ったのに対し、フォードは割賦販売の導入でも出遅れた。農民の家庭に生まれ育ち、家父長主義に代表される保守的倫理観を持っていたヘンリー・フォードが、借金としての一面を持つ割賦販売という手法を、道徳面から好まなかったためである。
だがそのような旧式な方針では、低価格化や収益確保、販売促進の面で、いずれ限界を迎えることは避けられなかった。自動車自体の商品性以外に、経営手法の面でもフォードは時代遅れになりつつあった。自動車市場と経済システムの双方が成熟するにつれ、フォードの姿勢は時代にそぐわなくなっていったのである。

#### モデルTの退潮

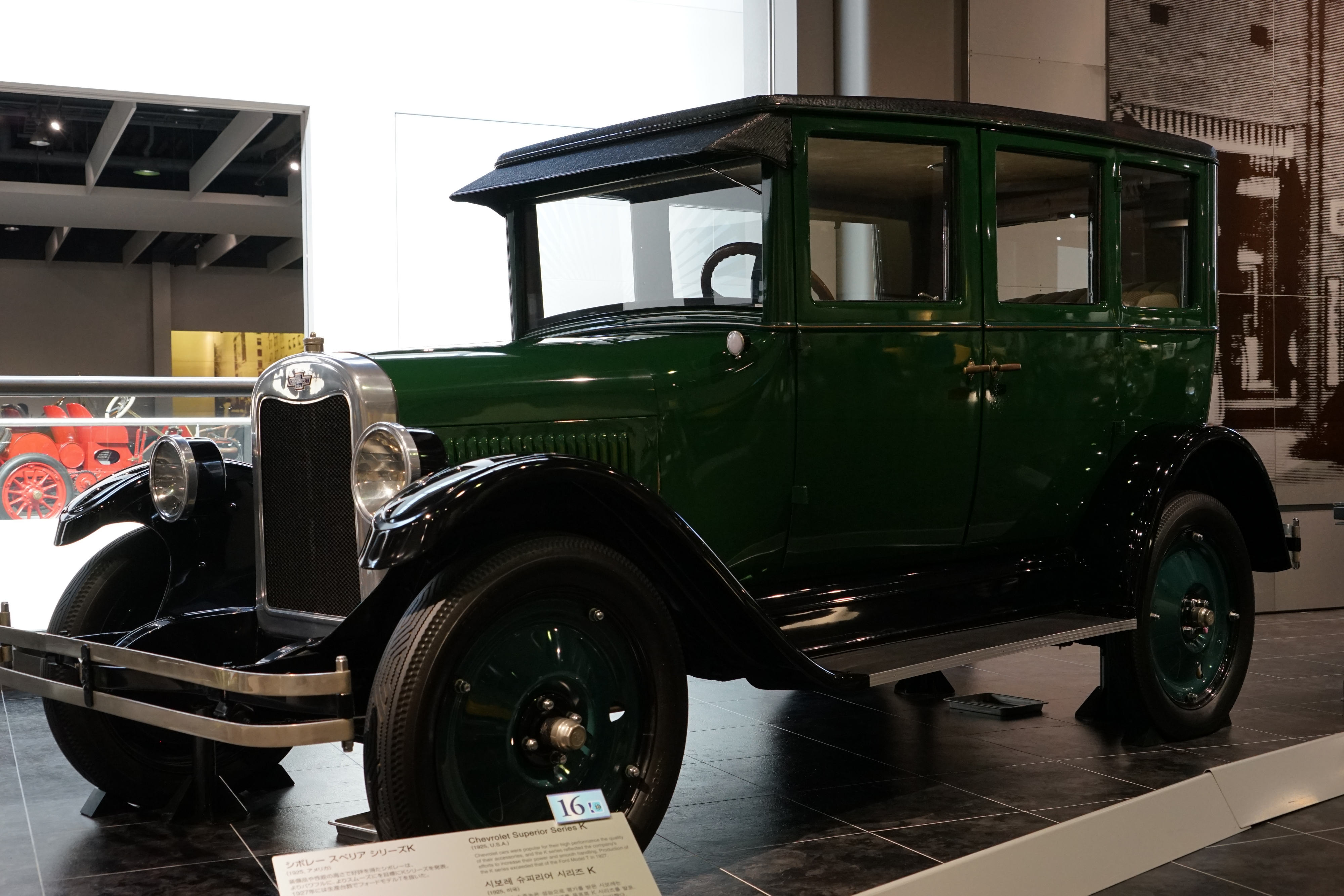
シボレー スーペリア シリーズK(1925年) 毎年更新される商品展開はモデルTに引導を渡すこととなった。

1920年代中期のGMのマーケティング戦略はさらに尖鋭化し、シャシーは前年型と共通でも、ボディデザインに年度ごとの新味を与える「モデルチェンジ政策」を用いて、在来型を意図的に陳腐化させることが行われるようになった。GMが打ち出したこの商品戦略は、競合他社も否応なしに取り入れざるを得なくなり、1970年代までアメリカの自動車は、1年ごとにボディデザインを変化させることが当然となった。
シボレーが年々スタイリングを変化させ、時代の先端を行くデザインで大衆にアピールする一方で、根本的に古すぎ、普及しすぎたフォード・モデルTは、著しく陳腐化した「安物」的存在に堕していった。
モデルTの大量生産によって、1920年代に入るとさほど富裕でない大衆層にまで自動車が普及し、アメリカの大衆車市場はすでに飽和状態になっていた。このため新規需要に代わって、買い換え需要が自動車需要の大方を占めるようになった。
いざ買い換えの段になると、最新型でも旧型とさしたる変化のないモデルTを、好きこのんで乗り換えの対象とするユーザーは多くなかった。初めての自動車がモデルTだったユーザーも、GMなど競合他社の斬新なニューモデルに惹かれ、古いモデルTを下取りに出して他社の新車を購入するようになった。商品性に歴然とした差があったため、ユーザーは100ドル、200ドル程度の価格差はさほど意に介さなかったし、セルフスターターや屋根付きボディなどのオプションが付けば価格差がより縮まるため、モデルTの競争力は削がれた。
モデルTも、1925年からはオプションで競合他社並みのバルーン・タイヤが設定され、1926年には黒以外のボディカラー3色をオプション設定するなど、遅ればせながら対抗策を打ち出したが、より強力なエンジンと、比較的扱いやすいコンスタントメッシュ（常時噛み合い式）の3段変速機、安全性確保に効果のある4輪ブレーキを備えたスマートな競合車が多く出現する中で、非力なエンジンと2段変速機装備で後輪ブレーキのみの鈍重なモデルTは、商品寿命が尽きていることは明白であった。

### モデルTの終焉と以後の展開

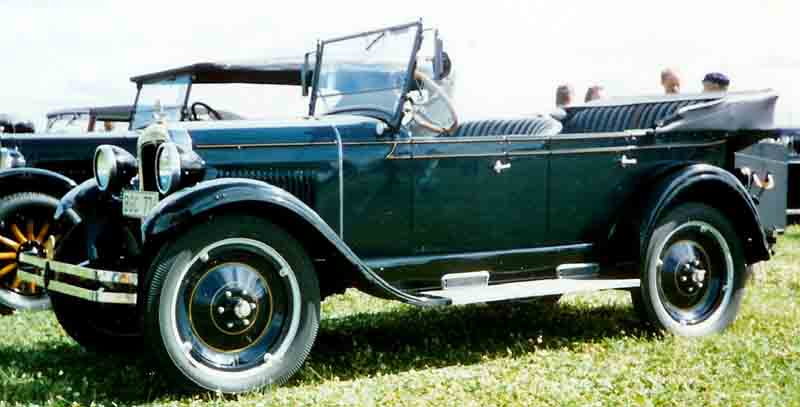
シボレー シリーズAA キャピトル(1927年)　フォードがモデルTの生産を終了した1927年、シボレーは年間生産台数で首位に立った。

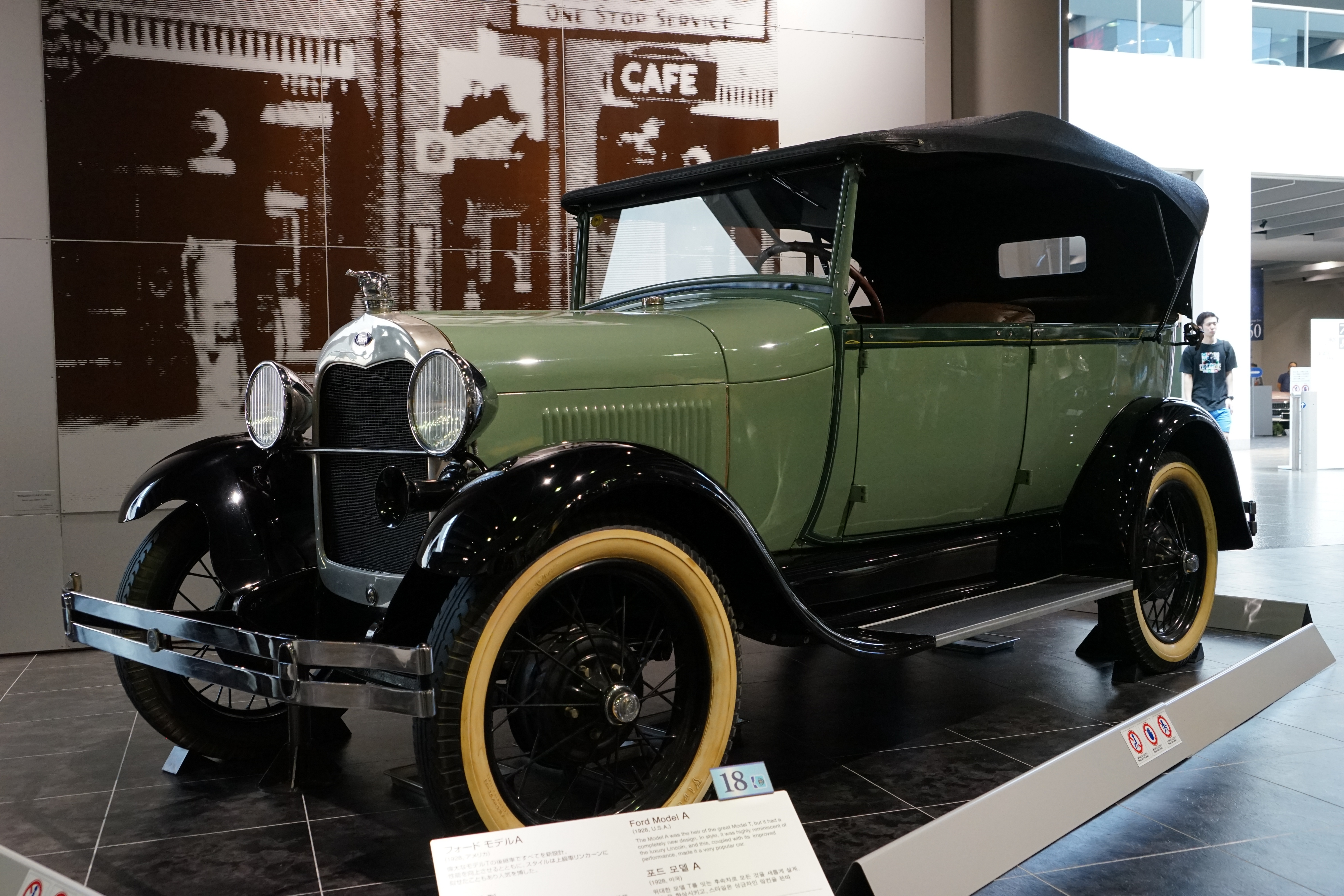
フォード モデルA(1928年)　横置きリーフスプリング式のサスペンションはT型同様だったが、大幅に近代化され、リンカーン風のスタイルを備えた

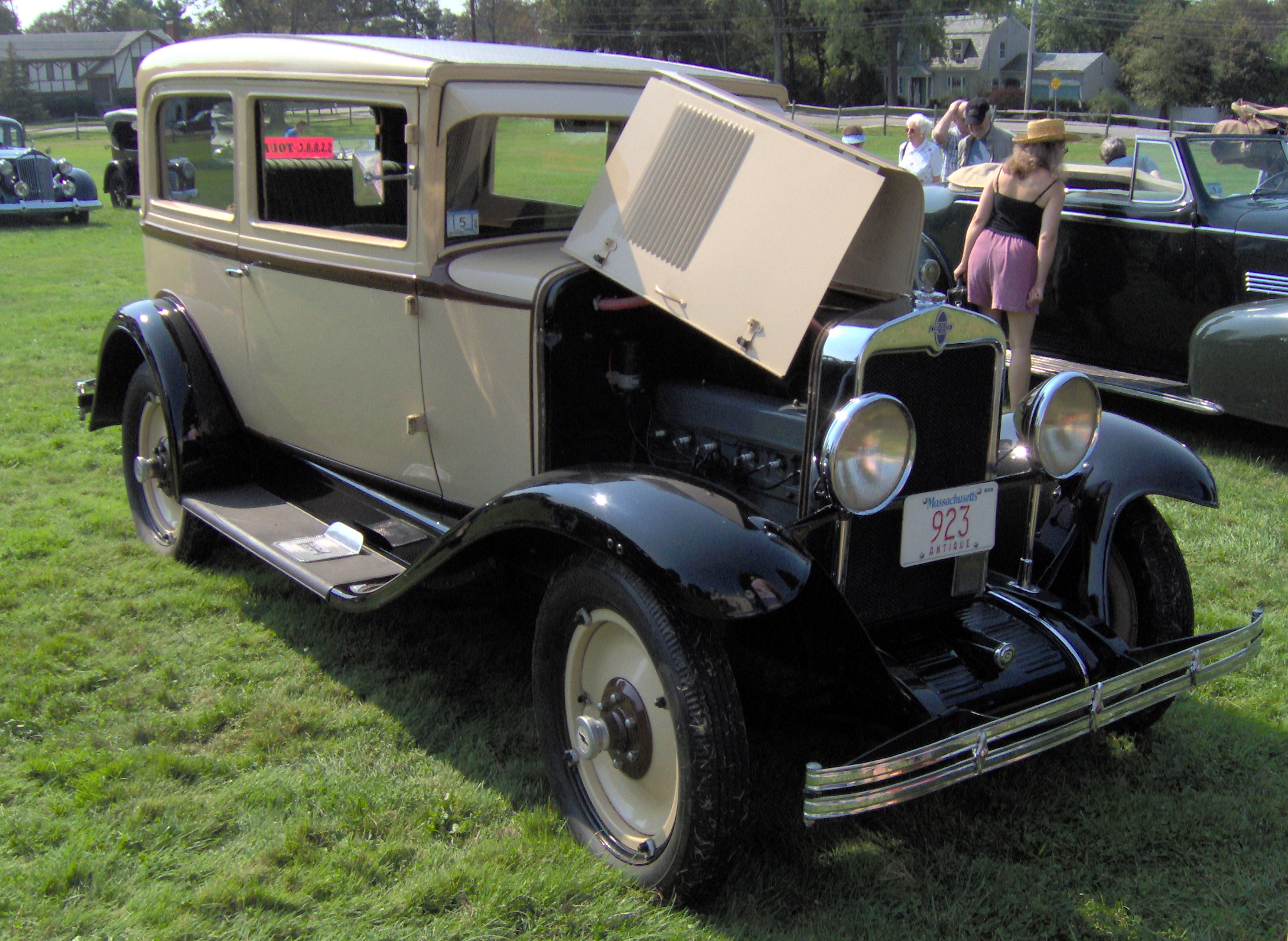
シボレー シリーズAC インターナショナル(1929年)　フォードのモデルAを迎撃するように同級の価格と排気量で1クラス上の6気筒46HPエンジンを搭載、商品力で差をつけた

ここに至ってワンマンのヘンリー・フォードも、ついにモデルTの撤収を決断せざるを得なかった。1927年5月26日、ハイランドパーク工場で1,500万台目のモデルT（ツーリング）が完成した――その日、モデルTの生産は終了したのである。ただし自動車用以外の用途を想定したモデルTエンジンの生産は同年8月まで続行され、T型部品の生産も続けられた。
アメリカ本国及び諸外国で19年間に生産されたモデルTおよびモデルTTの累計生産台数は1,500万7,033台であり、1972年2月17日にフォルクスワーゲン・ビートルが累計生産1,500万7,034台を達成するまで、約44年9か月に渡ってモデルチェンジなしの史上最多量産車の記録を保持した。モデルT4気筒エンジン単体の製品寿命は驚くほど長く、ハイランドパークほかの主力工場が新型車生産体制に移行した後も、実に1941年8月まで産業用エンジンとして生産が続いた。
ヘンリー・フォードはモデルTの製造終了時点まで、後継モデルのことを全く考えていなかった節がある。経営面への影響を考慮すれば異例を通り越して奇怪なまでの無神経ぶりであるが、その結果、同年末近くまで約半年以上、フォードの大衆車の生産自体が途絶することになった。巨大なリバー・ルージュ工場は機能停止し、2億ドル以上とも言われる操業停止コストが発生した。販売店への新車供給は9か月も途絶し、一方的に供給を断たれて経営に窮したフォード系列のディーラーには、フォードとの契約を解除して他メーカーの代理店になる事例が続出したという。

#### フォードの凋落とGMの首位獲得
フォード社でヘンリー・フォード自らの陣頭指揮により、急ピッチで新車開発が進められたが、新型試作車1号車がようやく完成したのは1927年10月21日（エンジンの完成はその前日）で、その時点でモデルTの生産中止から約5か月が過ぎていた。その後1か月で130台以上の増加試作車を製作しテストするという強行軍の末、1927年12月2日、全米の注目のもとにモデルTの後継車「フォード・モデルA」が発表された。それはモデルTに倍する40HP4気筒エンジンと標準装備のセルフスターター、一般的な手動3段変速機、機械式4輪ブレーキを備えた、モデルT類似だが大幅に強化されたシャシーと、専業ボディメーカーのブリッグスおよびマーレイの架装によるリンカーンの影響が強いボディ（むろん、複数の塗色を選択可能）を持つ、当時の大衆車として一級の水準に達した新型車であった。追ってTTに代わる商用シャーシについても、より商用向けに大型化・重積載特化した4段変速の「モデルAA」が新たに開発され、商用車市場の維持と、エンジン共用による量産効果確保が図られた。
だが、肝心の生産設備が新型車用に切り替えられ、モデルAの本格的な量産が始まったのは翌1928年に入ってからであった。フォード工場のあらゆる生産設備は、それ以前に生産されていたモデルT/TTのために、徹底して最適化されており、大改装を要したからである。GMはこのフォードのモデルチェンジに要した長すぎる間隙を見過ごさず、シボレー車の販売攻勢をかけた。それは他社も同様で、ハドソンの大衆車エセックス、新興のクライスラーが送り出した新ブランドの大衆車プリムスもこの時期大いに伸長した。アルフレッド・スローンは、この長期操業停止がフォード社の「異様な凋落」を招いたと評している。「モデルTを葬った」1927年-28年にフォード社が陥った危機は、一般の企業であれば倒産していたような事態であった。
発表されたフォード・モデルAそれ自体は、堅牢で実用的、かつ市場競争力のある大衆車で、後世からも当時における名作と評価される。GMのスローンも当時「流行に左右されない実用車、というヘンリー・フォードのポリシーを具現化した立派な小型車だと思った」むね後年回想しているが、それはGMの更なる反撃に繋がった。1928年に発表されたシボレー1929年型は中級車同様な直列6気筒エンジンを搭載した画期的モデルで、4気筒3.3L・40HPのフォード・モデルAをしのぐ性能(3.2L・46HP)を達成しながら前年の4気筒型と同等価格帯で販売され、GMは大衆車市場の主導権を引き続き握った。そして1929年以降の大恐慌時代においては、GMが時宜を得た生産調整に早期に踏み切ったことで不況に対処できたのに対し、フォードは生産調整等に類する適切な利益管理手法を怠ったことによって、大きな損失を生じさせる結果となった。
ヘンリー・フォードのポリシーを、現実と妥協しつつもできる限り維持しようとしたモデルAは、実際にはGMが導入していた年次変更の圧力に競争上否応なく同調せざるを得ず、1930年型のビッグマイナーチェンジを経ても、1932年にV型8気筒エンジンを導入した後継車「モデルB」系へ移行するまでの4年間しか生産できなかった。モデルT最盛期のように「良い車をひたすら大量に、廉価に供給する」だけでは、自動車会社（特に大衆車を量産する自動車会社）の経営は成り立たなくなった現実が、冷徹に示されたのであった。
1920年代-30年代、このような推移を経て、アメリカの（ということは、当時においては同時に「世界の」）自動車産業界におけるトップの座は、フォードからGMへ移行し、それは自動車業界の固定したパワーバランスとして長く恒常化した。フォード社はモデルTと共に大きく発展したが、最後にはそのモデルTによってつまずくことになったのである。マスプロダクションの極致を実現したフォードは、やがて大量生産の限界に行き着き、自ら招いた時代の変化に乗じたGMに、企業としての首位を譲らざるを得なかった。その過程は、モデルTの20年に渡る長い生産史から、如実にうかがい知ることができる。

## メカニズム

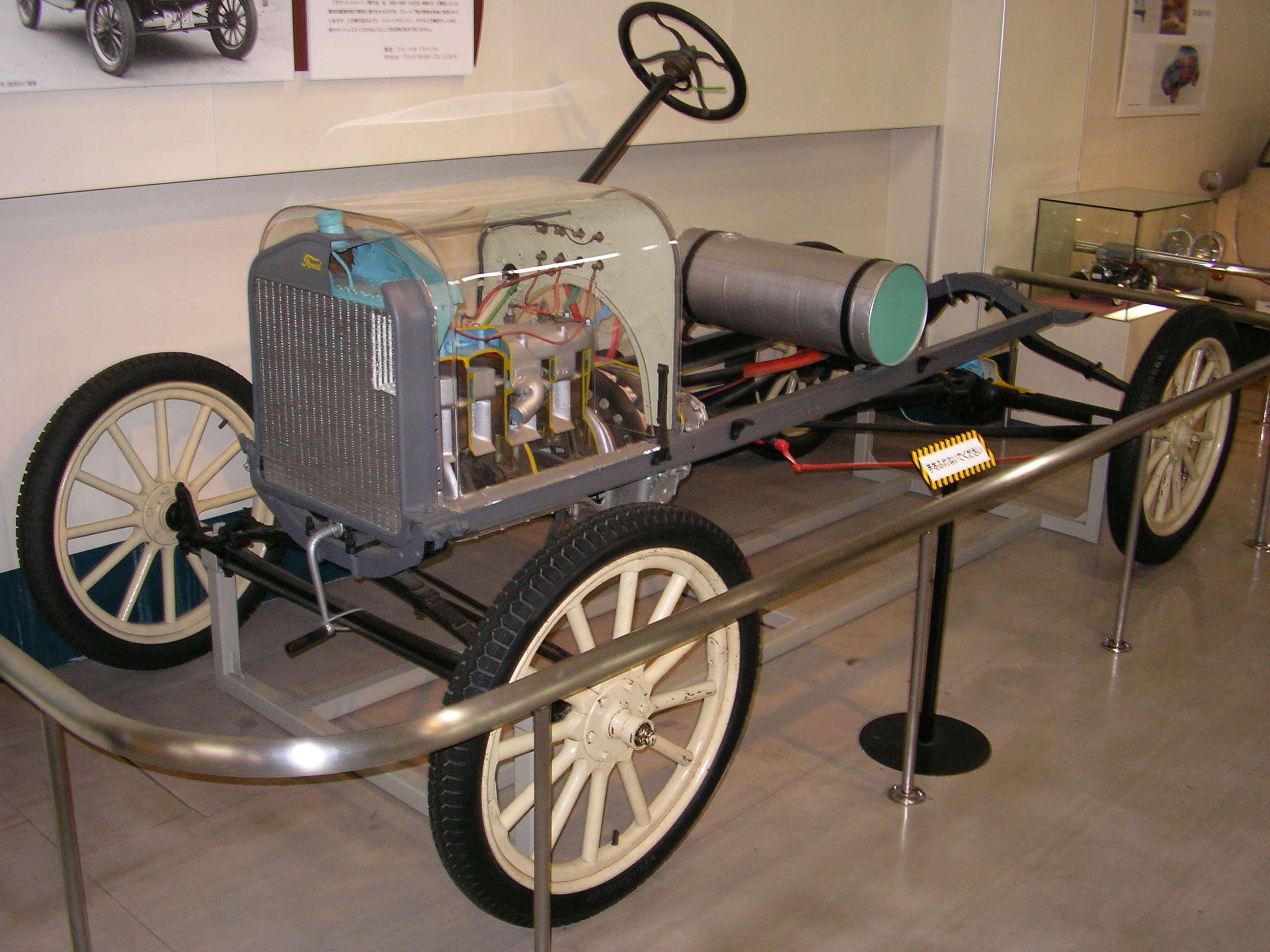
モデルTのローリングシャシ。このカットモデル制作時は「切開自動車」と称していた。1917年式右ハンドル仕様。旧 交通博物館蔵。1920年代 - 1930年代に東京府田無町（現 西東京市）にあった東京自動車学校で教材として用いられ、1991年（平成3年）に関係者から同博物館に寄贈された。現在はトヨタ博物館に貸与され、一般公開されている

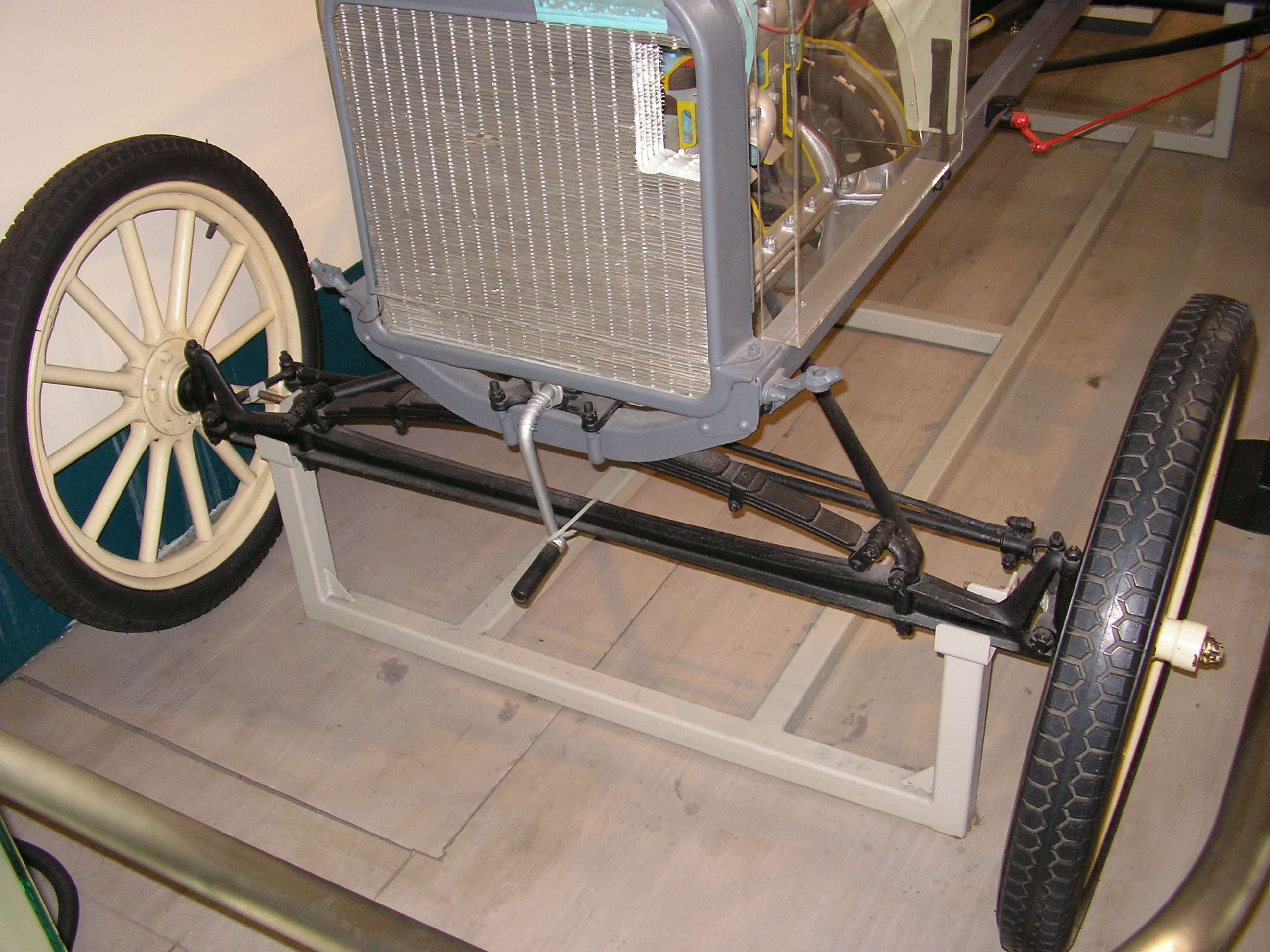
モデルTの前車軸周り。固定軸を横置きリーフスプリングで支持。前輪ブレーキはない。
ラジエーター下のクランク棒はスターティング・ハンドル

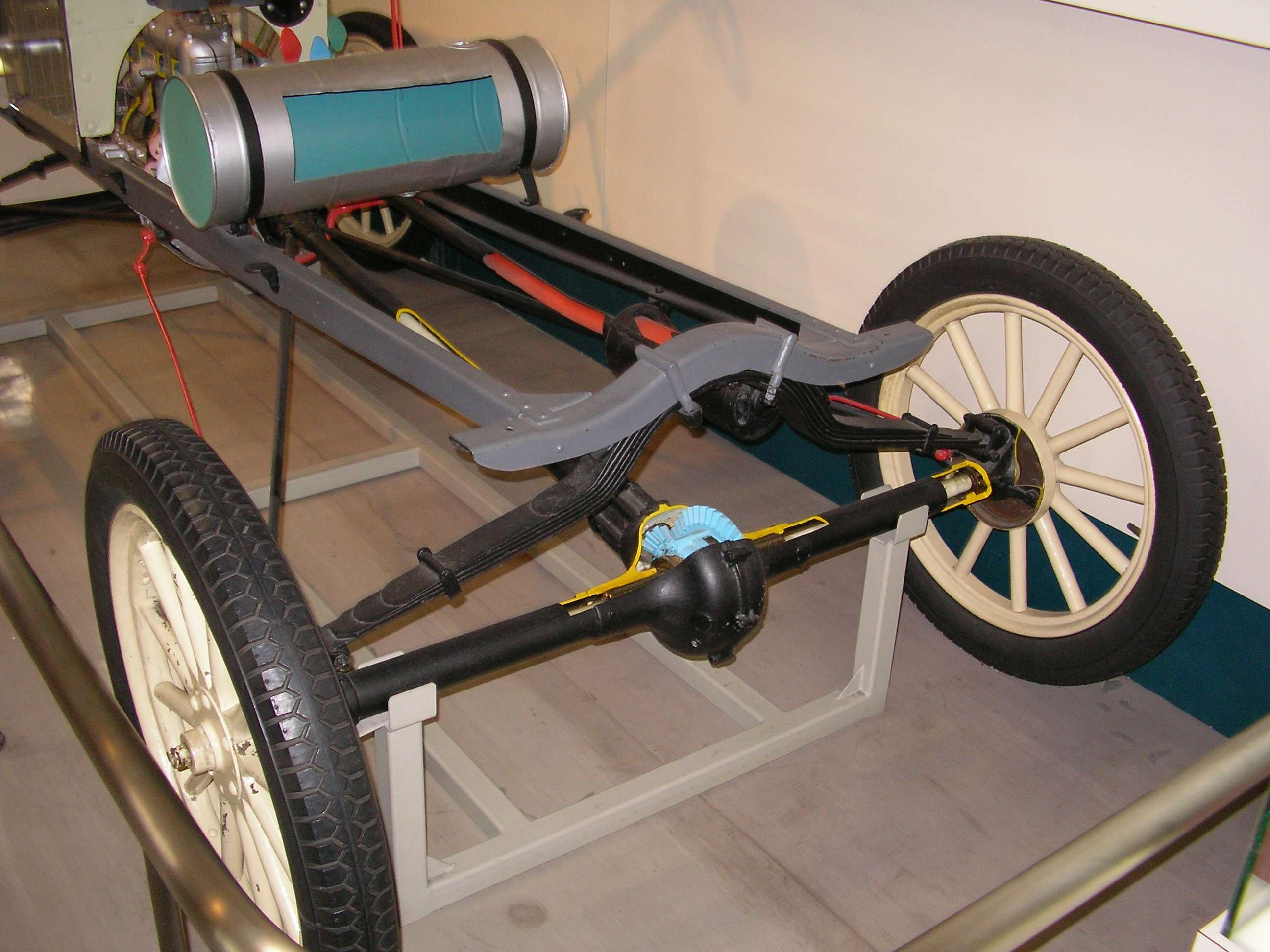
モデルTの後車軸回り。固定軸の横置き板バネ支持は前軸同様。差動装置には傘歯車を使用

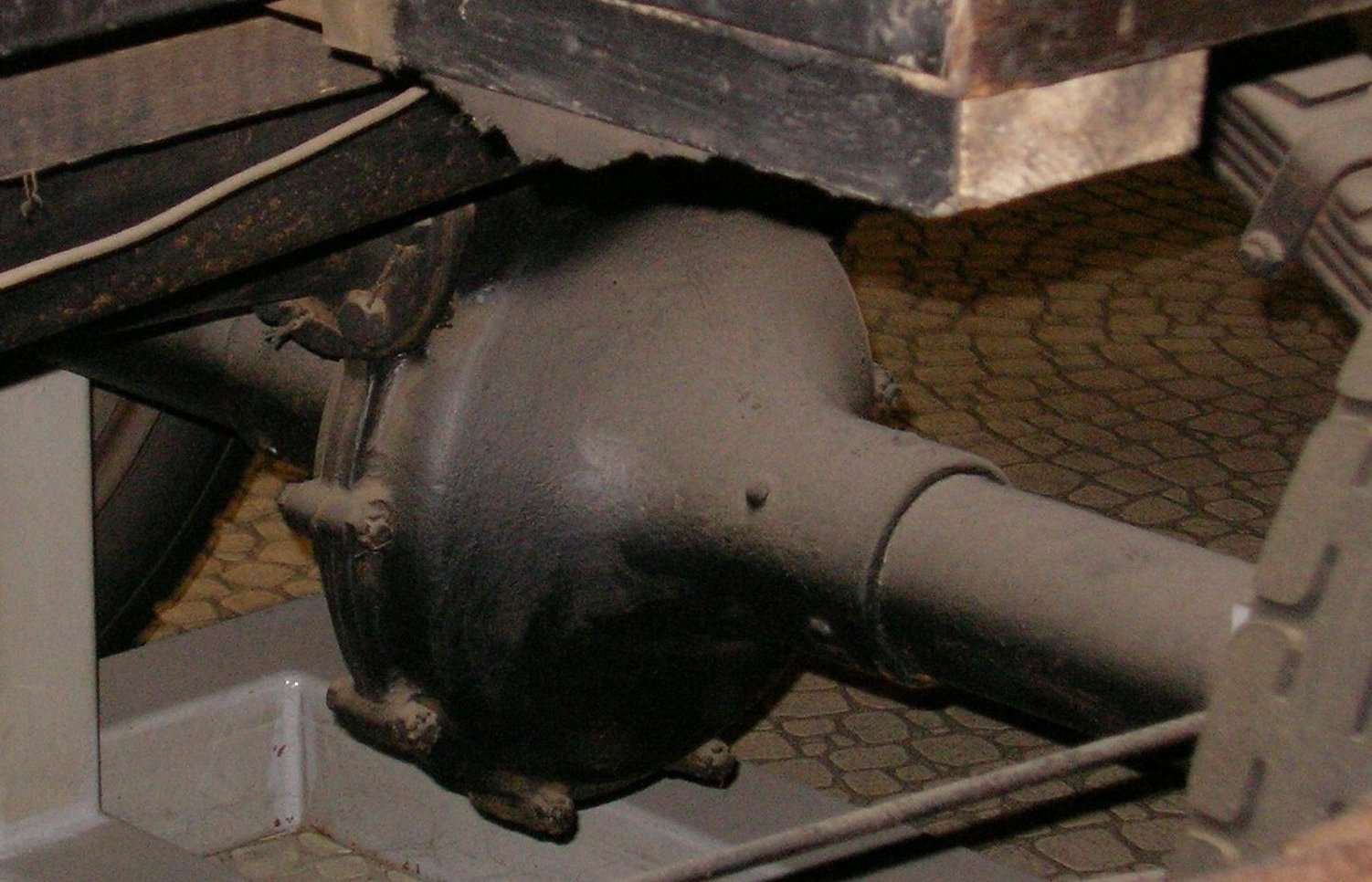
モデルTTの差動ギアケース部分。最終減速はウォームギアになっている

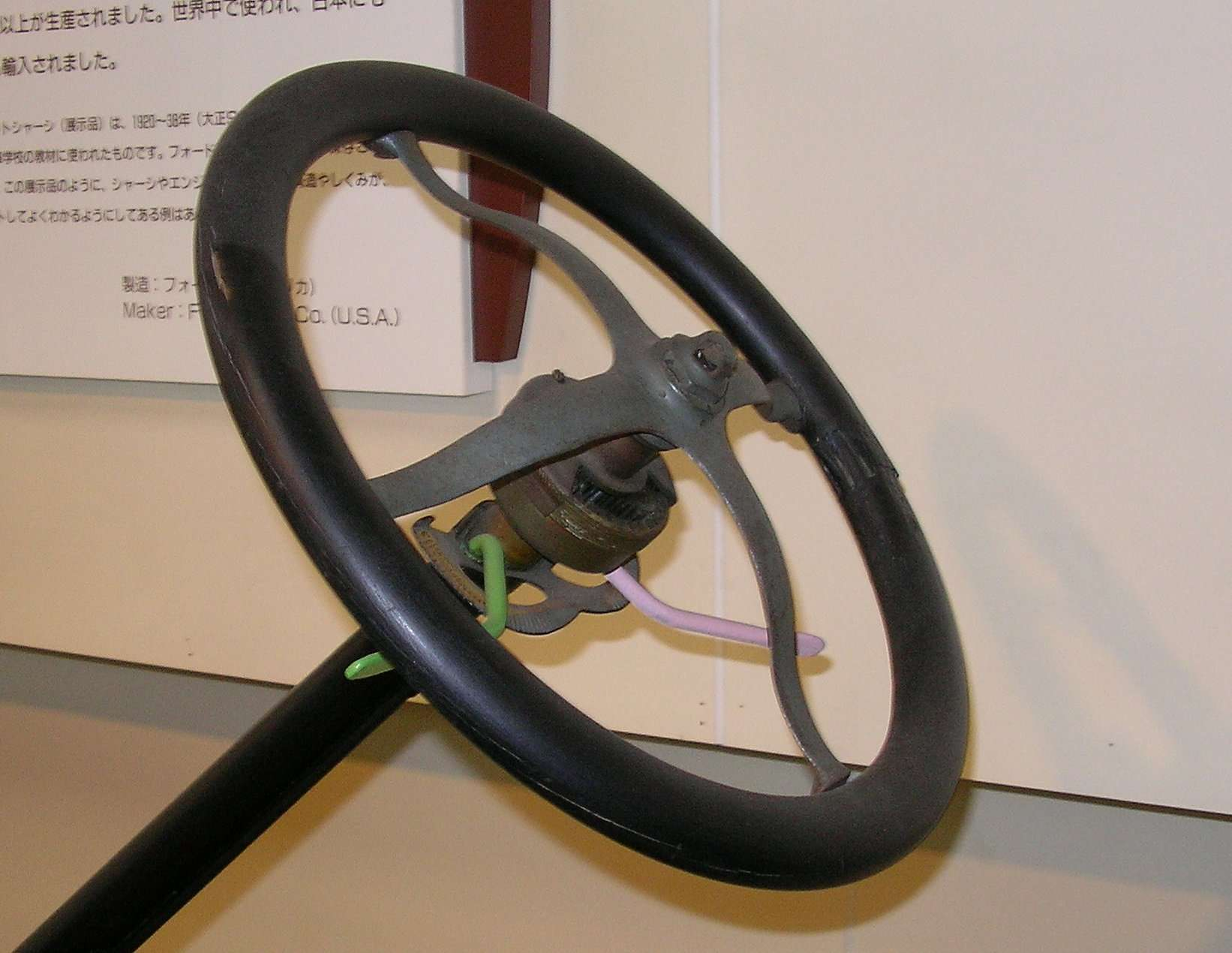
モデルTのステアリングホイール。中央部が盛り上がり、下には遊星歯車機構を利用したステアリングギアボックス、さらにその下にはスロットルレバーと点火時期制御レバーが付く

モデルTは、1908年当時において必要とされる性能水準を十分に満たした自動車であり、大量生産と大衆ユーザーによる実用とを念頭に置いた、独創的で非常に完成度の高いメカニズムを備えていた。ただ、余りに長く生産されたことが、末期における陳腐化とそれに伴う衰退を招いたに過ぎない。
操縦が容易で、悪路で必要とされる耐久性、踏破性を満たし、また基本的な工具とマニュアルだけを頼りに、素人でも相当部分を修繕できるように配慮されていた。モデルTは、電気や電話が届かない辺地に住まう人々にも提供される乗り物であり、トラブルが起きても極力ユーザー自身の手で修繕できることが必要であったからである。

### シャシ
1900年代後半には既に一般化していた、鋼材による梯子形フレームをベースとするレイアウトである。直列4気筒エンジンを縦置きにして、トルクチューブに収めたプロペラシャフトを介し後輪を駆動する。前後とも横置きリーフスプリングで固定車軸を支持するという構造共々、強度を考慮したもので、初期の自動車として手堅い設計である。トルクチューブ・ドライブの採用は軽量化策とは相反するものの、駆動系の可動部品全体を保護し、常時潤滑を行き届けさせることで、耐久性を高めるメリットがあった。
フレーム自体は設計された時代を反映し、低床化を考慮しないストレートなもので、かなり腰高・高重心である。とはいえ、当時の悪路に対するロード・クリアランス確保の面からは理に適っていた。
この構成自体は、在来モデルであるN型を踏襲したものであったが、バナジウム鋼など新しい材料を採用し、また圧延部材を駆使するなどして、全体に軽量化・強化されている。後年の自動車に比べれば相当に細身の鋼材を用いたシャシであるが、その当初には軽量なオープンボディの架装を前提としており、定員最大5名程度の荷重なら問題なかった。一方、1トン積みトラックとしての荷重を想定したモデルTTシャシではスプリング共々相応に強化されている。
積載荷重が構造的限界を超えると、シャシやスプリングより先に後車軸が破損するような設計になっていた。車軸のなら、シャシやスプリングの破損と異なって、再起不能な致命的破損ではなく、後部を吊り上げてレッカー牽引回送もでき、後車軸交換のみの迅速な修理が可能で、巧みな配慮である。この設計は計算によるものではなく、強度の異なる車軸を何種類も試作して様々な負荷を掛けることで破損結果を得て導き出されたものであった。
従前のフォード車は右ハンドル仕様であったが、モデルTからは左ハンドルを標準仕様としたことも設計上の大きな変更点である。初期の自動車業界では運転席の位置に定見が無く、中央ハンドルの他、実際の道路交通に関係なく車体外側のレバー類を右手で操作するのに都合がよい右ハンドルが多かったが、ヘンリー・フォードは右側通行のアメリカでは左ハンドルの方が操縦上の見通しから都合がよいと判断してこの変更を行った。フォードの量産による普及も手伝って、以後アメリカ車の左ハンドルレイアウトはアメリカで一般化していくことになる。なお、モデルTはイギリスに代表される右ハンドル標準の国々に輸出することを配慮して、右ハンドル仕様への設計変更も可能な構造であり、実際にイギリス工場生産車や日本工場組み立て車などは右ハンドル仕様で製作されている。
サスペンションの変更点として、N型では後軸が縦置きリーフスプリングであったのに対し、前後ともスプリング点数を減らして簡略な横置きリーフスプリングに変更されたことが挙げられる。
フォード社は以後、横置きリーフスプリングの固定軸（フォード社では「トランスバース・ダブル・カンチレバー・スプリング」と称した）を用いることに長く固執した。縦置きリーフスプリングを用いていた競合メーカー各社が、やがて前輪の独立懸架をも続々と標準化し始めた1930年代を過ぎても、フォード社では量産高級車である「リンカーン・ゼファー」や中級車「マーキュリー」を含む主力乗用モデルのほとんどが前後輪とも横置きリーフスプリング固定軸のままであった。頑丈だが旧弊なこのサスペンションは、リンカーン系の一部最高級モデルを例外としてフォード車の基本仕様であり続け、これが廃されて前輪独立懸架が導入されたのは実に1948年であった 。
差動装置（ディファレンシャル・ギア）の駆動は、乗用車用モデルTシャシーでは通常の傘歯車を使用した。ノーマルなモデルTの最終減速比は3.63:1だが、山地向けに若干低速設定とした減速比4.0:1のバージョンも用意された。一方、エンジンやトランスミッションを共用するトラック用TTシャシーは、最終減速を大きくすることで牽引力を確保せねばならないため、減速比を大きく取りやすいウォームギヤを使った。最終減速比7.25:1を標準としたが、やや高速・軽量向けな減速比5.17:1のバージョンも用意された。
ホイールベースは通常型のモデルTシャシーが約99インチ（2,515 mm）、モデルTTシャシーは積載性を考慮して約2フィート長い124インチ（3,150 mm）であった。タイヤは末期型の1925年からオプションとなったバルーンタイヤを除き、直径30インチ（762 mm）の高圧空気タイヤが標準で用いられた。モデルTシャシーは互換性を考慮し、前後とも同一サイズタイヤとしているが、モデルTTシャシーは後輪荷重に考慮し、後輪には太いタイヤを履く仕様となっていた。
トレッドは、標準では56インチ（1,420 mm）で、全米の広域で使われていた馬車のトレッドに合わせることで未舗装路の轍にうまく乗れる配慮が為されていた。ただし、南部の一部地域では馬車により広いトレッドが使われていたため轍の幅も広かったことから、そのような地域に向けた幅広の60インチ（1,520 mm）仕様も用意する周到さであった。
全長はボディ仕様により、ホイールベース+車輪径+αで、おおむね3.3 m - 3.6 m程度（モデルTTでは5 m弱まで）とまちまちであった。フロントバンパーのない1900年代の自動車の多くに共通する寸法で、前車軸は前輪の先端が車両の前端と揃う位置であったが、後部はボディ構造次第で相当にオーバーハングを延長でき、多彩な車体バリエーションに対応していた。

#### ステアリング

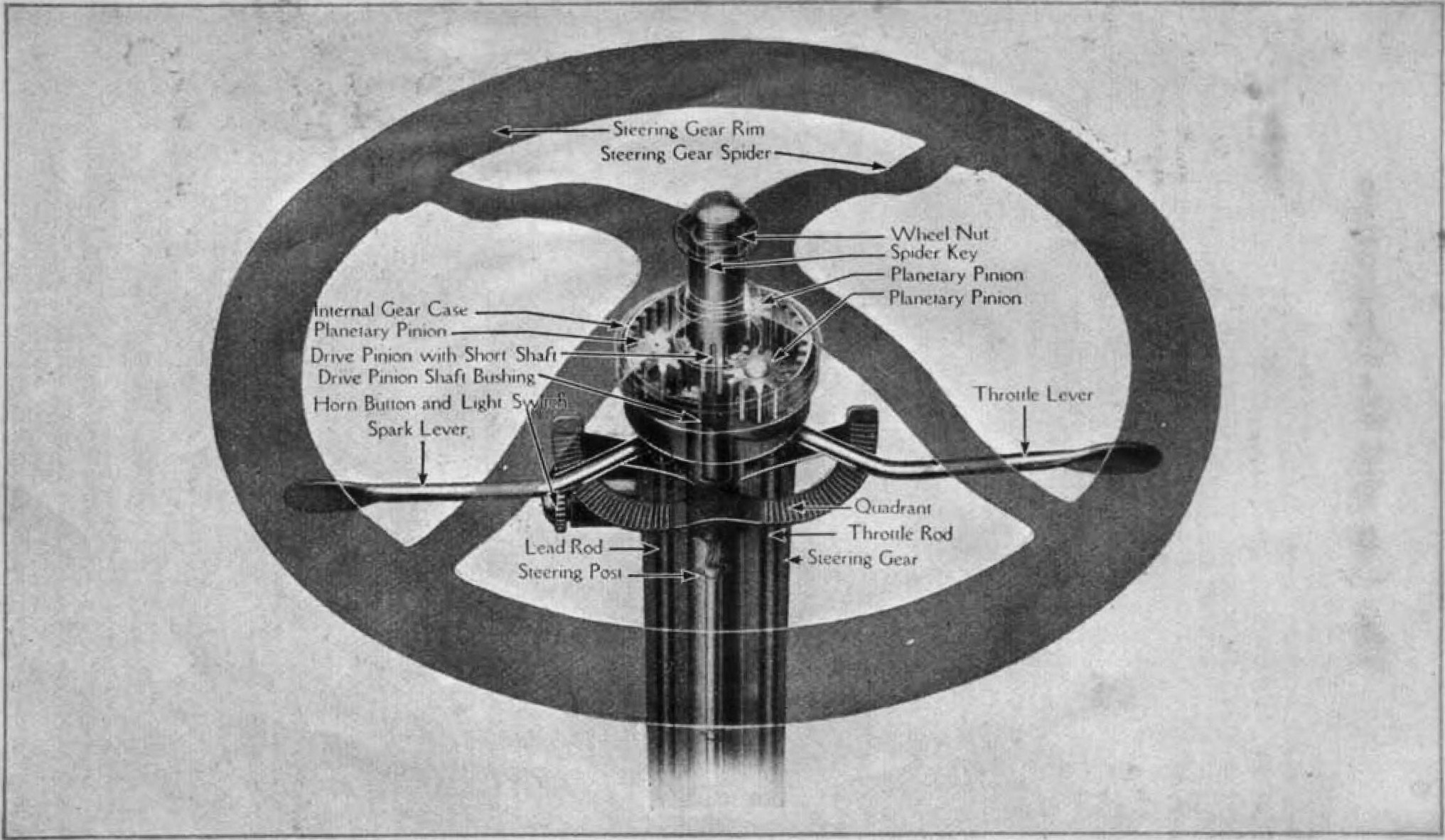
モデルTのステアリングおよびハンドスロットル周りの図解。フォード社による1919年発行のマニュアルより

ステアリングホイールは、シャシから斜めに立ち上げられた太い鋼管のステアリングコラムのみで支持される。
特徴としては、普通の自動車なら前車軸間近にステアリングギアボックスを配置するのに対し、モデルTではステアリングコラムの最上部、ステアリングホイール直下に遊星歯車式の減速機構を備えていた点である。このため、普通の自動車であればステアリングスポークはホイールに対して平面か、基部が奥まっているところ、モデルTでは逆に基部がドライバー側にわずかに飛び出し、4本のステアリングスポークは若干垂れ下がっていた。かねてから遊星歯車を好んでいたヘンリー・フォードらしい変わった手法で、他にはあまり例のない形態である。

#### ブレーキ
装備されたブレーキは後輪のドラムブレーキと、変速機に一体化されたドラム締め付け式のセンター・ブレーキである。メインはセンターブレーキの方で、プロペラシャフト、後車軸を介して後輪への制動力として作用した。後輪のドラムブレーキは、専らパーキングブレーキである。何れも最後まで、ワイヤーやロッドを介して作動する単純な機械式であった。
制動能力は当時としてもさほど優れていたわけではなかったが、モデルTの現役時代は現代より交通量が遙かに少なく、最高速度も40マイル/h程度でもあったため、十分用は足りた。
自動車の前輪ブレーキが一般化したのは1920年代以降、安定して機能する油圧ブレーキが広まったのは1920年代後期以降であり、エンジンの吸気負圧を利用したブレーキブースター（倍力機構）が大衆車に広まり始めたのは1930年代以降のことである。モデルTはその生産期間を通じて、前輪ブレーキや油圧ブレーキなどの近代的装備を持たなかった。

### エンジンと周辺機器
当時のフォード社では、車両に搭載するエンジンについて「エンジン」と呼ばず「パワープラント」と称していた。モデルTのエンジンはそのキャラクターの素朴さからすれば「動力発生装置」という呼称も適切であったが、設計自体は1908年時点においては進んでいた。そのまま19年間にわたり、ほとんど細部の改良と若干の仕様変更のみで、大幅なパワーアップもなく生産が続けられた。

#### エンジンスペック

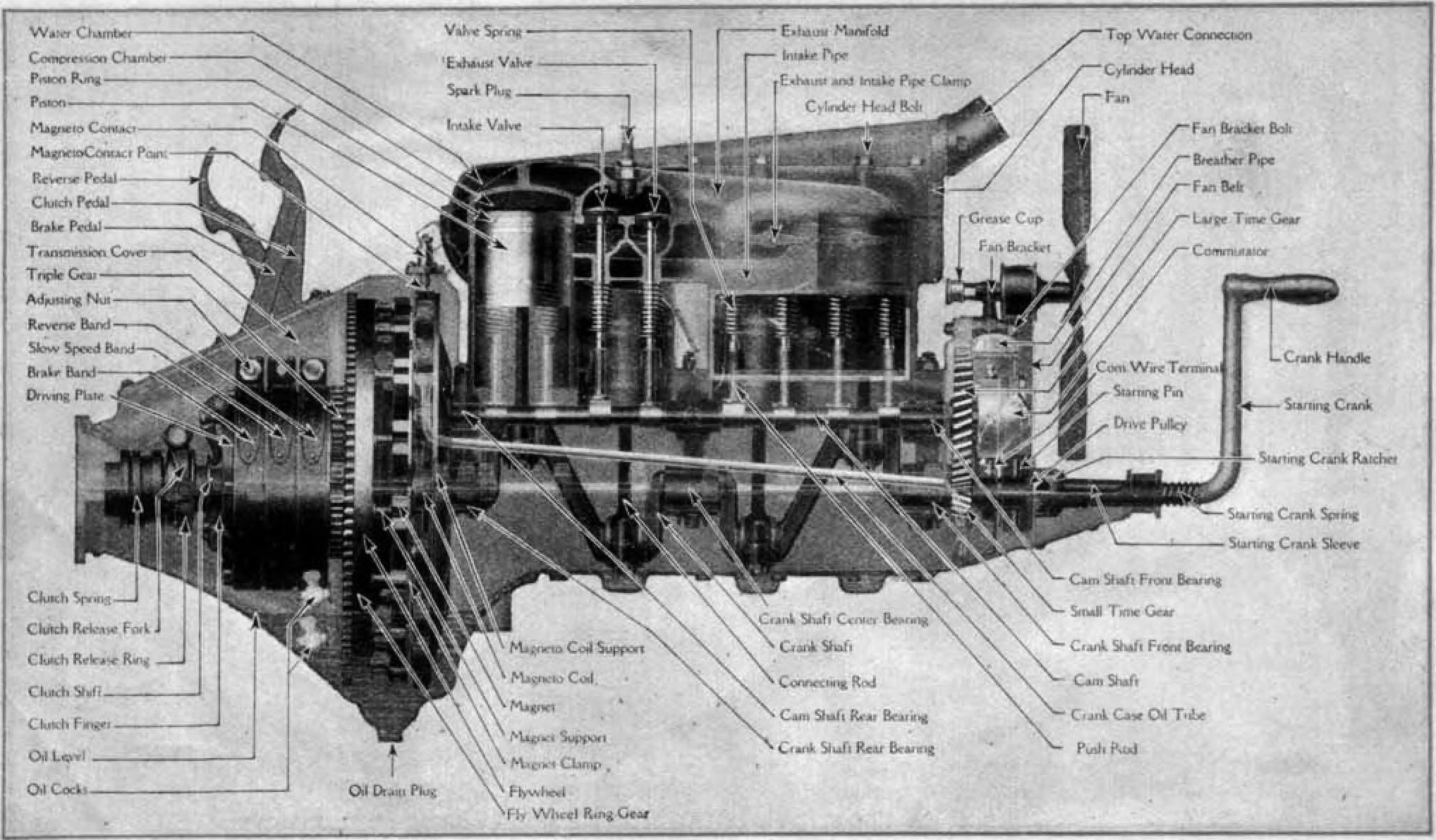
モデルTの4気筒エンジン及び遊星歯車変速機ユニットの断面図。フォード社による1919年発行のマニュアルより

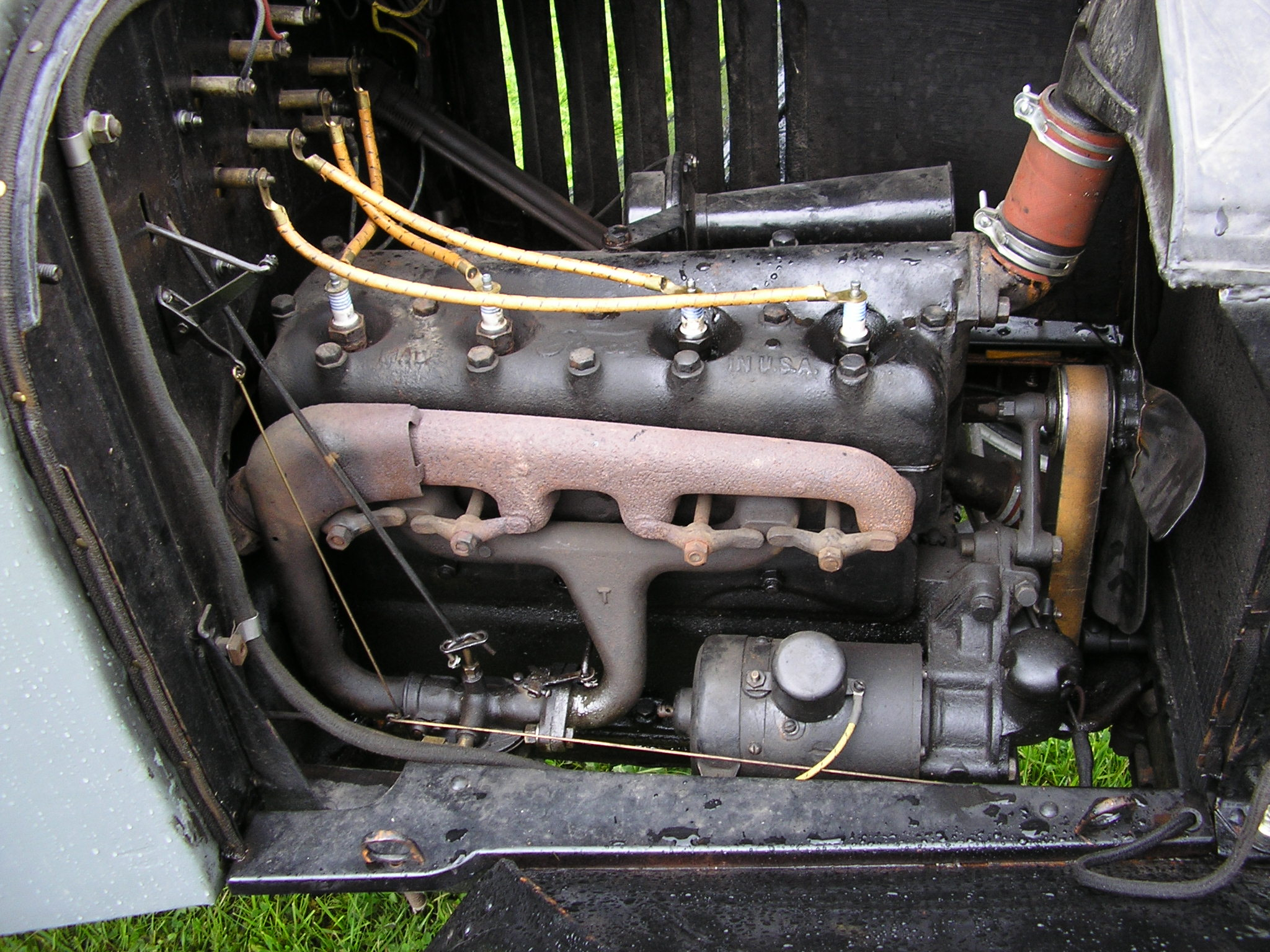
モデルTのサイドバルブ4気筒エンジンを車両右側面の吸排気弁側から。低い位置にアップドラフト型のシングルキャブレターを配置、電装系は写真左手のダッシュボード内に配線、エンジン前方となる右手下部には1917年からオプションとなった電動セルフスターターも見える

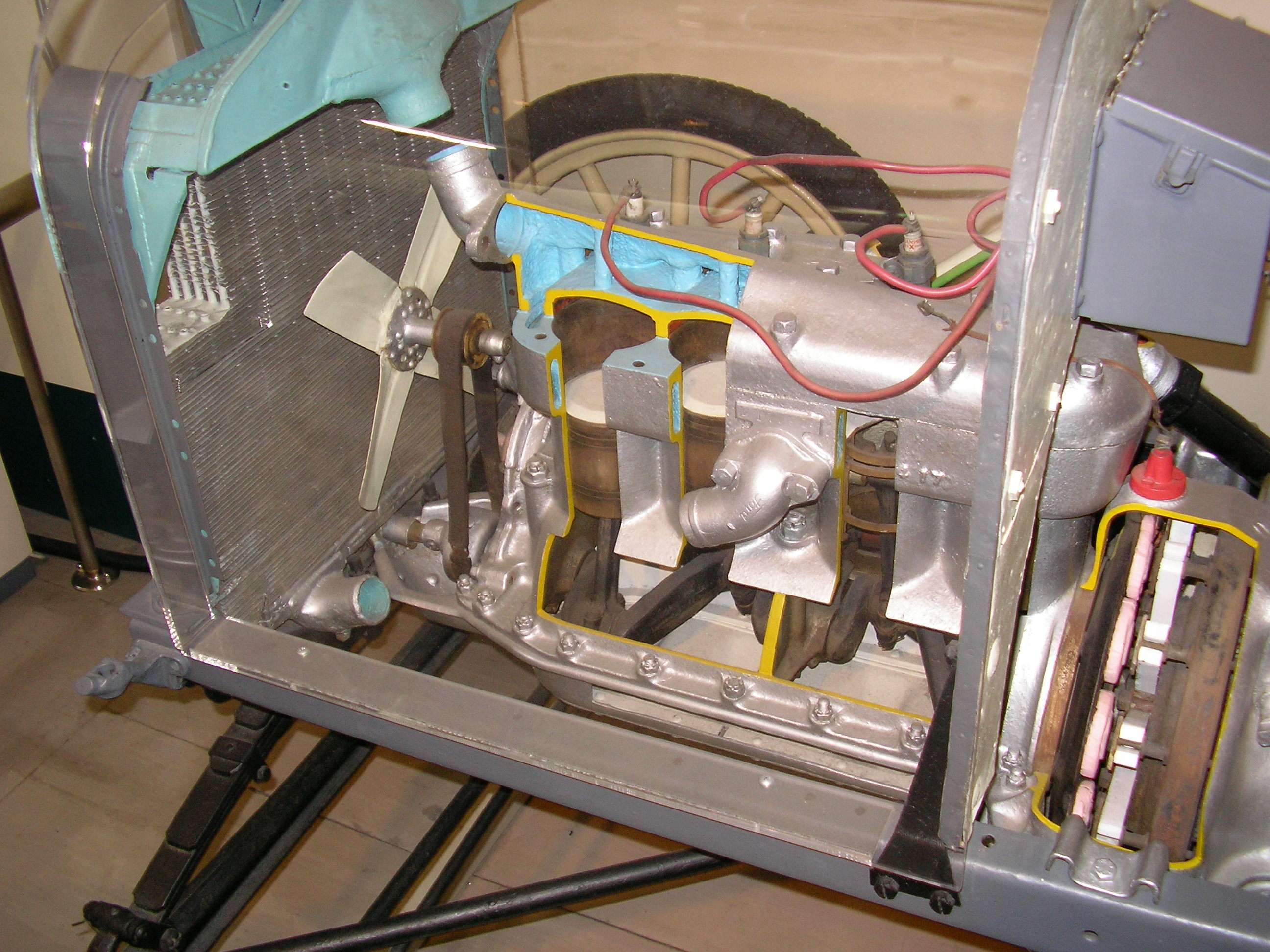
モデルTのエンジン回りのカットモデルを車両左側から。ダッシュボード後方には電装機器を収めたボックスがある

水冷直列4気筒3ベアリング式、サイドバルブ（Lヘッド）、ボア×ストロークが3.75×4インチ（95×101 mm）のロングストロークで排気量2,896 cc、公称出力20 - 24 hp/1,400 - 1,800 rpmという性能であった。最大トルクは11.3 kg-m/1,000 rpmとして低速域での扱いやすさを重視し、長時間の運転にも耐えうる実用型エンジンである。その基本設計は、モデルNのストローク延長型とも言うべきものであったが、実際には完全に一新されていた。
当時の多くの自動車メーカーでは、4気筒・6気筒エンジンは（フォードのモデルNも含め）鋳造技術の未熟のため2気筒単位でブロックを構成しており、シリンダーヘッド部がシリンダーブロックと一体の「ノンデタッチャブルヘッド」だった。これに対しモデルTのエンジンは、いち早く4気筒一体のブロックを実現し、ヘッドも脱着可能な「デタッチャブルヘッド」として、生産性・強度・整備性の面で有利な構造とした。まさに当時最先端の設計である。このために、フォードは4気筒を同時にボーリングするための専用工作機械を開発している。一方シリンダーブロックとクランクケース、変速機部分のケース下半分を一体化し、エンジンと変速機で潤滑油を共用として、頑丈かつコンパクトに仕上げた。圧縮比は3.98とこの時代の技術水準に応じて低かったが、当時の低オクタン価なガソリンに適合し、手動クランクによるエンジン始動も容易になっていた。また本来はガソリン燃料を前提としていたが、ベンジン、アルコール、ケロシンを使用することもそのまま、または簡易な改造で可能であった。
通常型のモデルTはこのエンジンにシングルキャブレターを装備して平坦路の最高速度40 - 45マイル/h（約64 - 72 km/h）程度に達し、ガソリン1ガロン当たり25 - 30マイル（リッター当たり10 - 12 km程度）の燃費を達成した。牽引力重視で低速ギア仕様のモデルTTは最高速度25マイル/h（約40 km/h）未満に留まった。キャブレターのメーカーはホーリーをはじめ、ゼニスやキングストンなど当時の主要メーカーが起用されている。

#### エンジン周辺機器
点火方式は永久磁石利用のマグネトー式をメインとしている。始動時のみバッテリー電源でイグニッション・コイル経由で点火、回転しだしたらマグネトー作動に切り替えた（製造開始当初はマグネトーのみで作動、1915年の電気式ヘッドライト電源も当初はマグネトーのみで賄った）。マグネトー式は当時において作動の信頼性が高いというメリットがあり、トーマス・エジソンの元で電気技術者として経験を積んだヘンリー・フォードらしく堅実な手法である。このマグネトー発電機は出力側のフライホイールにコンパクトに一体化されていた。
エンジン始動は、エンジン前端に固定された手動クランクレバーを回して行った。チョークレバーもエンジン前方に設置されており、右手でクランクレバー、左手でチョークを操作しつつスタートできるように配慮されている。
のち1917年からは電動式セルフスターターがオプションで装備され、女性でも扱いは容易になった。セルフスターターがデルコ社によって開発され、キャディラックに世界で初搭載されたのは1912年であり、フォードのセルフスターターは大衆車の中ではいち早い採用である。
エンジンの出力、回転数の調整は、ペダルではなく、ステアリング直下のステアリングコラム右脇に飛び出たスロットルレバーを手前に下げて行った。また当時の自動車の例に漏れず、点火タイミングの調整も可能で、スロットルと反対の左側には点火時期調整レバーが付いていた。これはスロットルと常に同じ角度に下げればほぼ適切な点火タイミングになる設定で、基本的に小難しい操作は不要だった。しかもこれら2本のレバーは、ステアリングを握ったままで指先を伸ばして操作ができたのである。
燃料はポンプなしの重力供給式で、最末期を除き、1930年代以前の自動車に多かったボンネット内タンク配置の重力供給でなく、フロントシート下に横置き配置されたドラム型の燃料タンクから供給された（エンジン横のアップドラフトキャブレターに比して客室床面位置が高いので重力供給可能であった）。2座席のクーペ等ではタンクを座席後部に搭載する方式も用いられた。
この場合平常はともかく、急な上り坂ではエンジン位置が燃料タンクよりも上になるので燃料が届かなくなる。そのような急坂向けの対処法として「坂道で後部を上にすればタンク位置が高くなる、だからリバースギアで後進すればよい」という、とんちのような手段が示唆されていた。モデルTのリバースギアが、前進用のローギアよりも更に低速寄りな変速比設定であることも、この奇策の一助であった。1926年モデルでより安定して燃料を重力供給できるボンネット内タンク配置に移行し、この構造はそのまま後継のモデルAに引き継がれている。
またラジエーター配管は、1908年発売当初の2,447台が冷却効率を高めるウォーターポンプ強制循環であったが、その後はポンプがなく、エンジン内での比熱差を利用して自然循環させるサーモ・サイフォン式に移行した。サーモ・サイフォンは1900年代当時はポンプの信頼性に難があったため、むしろ自動車業界では一般的な手法であったが、ウォーターポンプ装備が広まった1920年代になってもモデルTでは、コスト面と、よほど過負荷でない限り自然循環で冷却が間に合ったことから、最後までサーモ・サイフォンを維持した。フォードでウォーターポンプが再度導入されたのは後継のモデルAに移行してからであった。

### 変速機

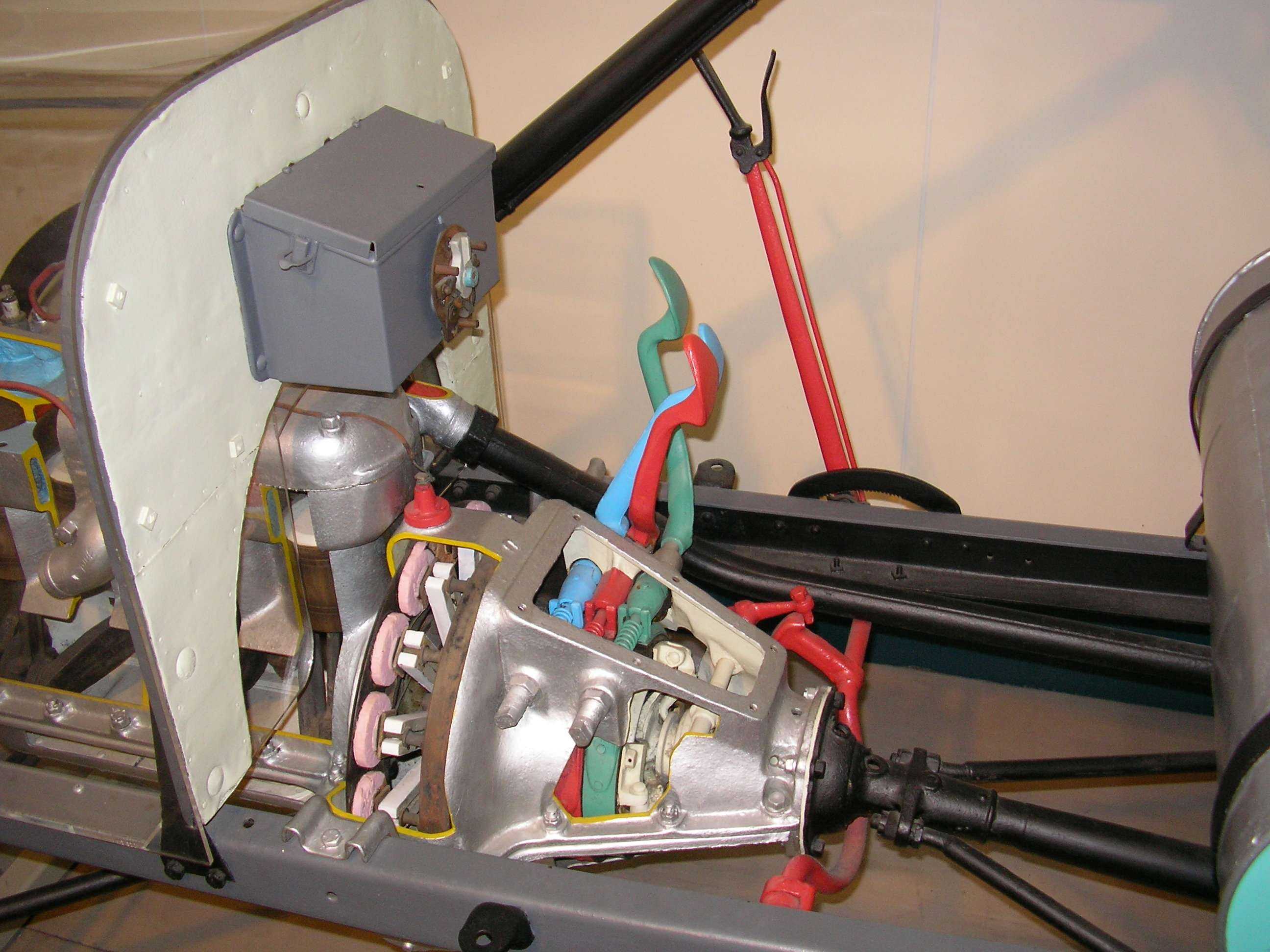
モデルTの変速機回りのカットモデル。全体が一体のシステムになっている様子が理解できる

モデルTにおいてもっともユニークで独創的な特徴が、ペダル操作で変速される遊星歯車式の前進2段・後進1段変速機である。この変速機は半自動式とも言うべきもので、操作がごく簡単であり、初めて自動車を運転するような人々にも扱いやすく、それ故にモデルTの普及を非常に助けることになったとも言われている。
操作が非常に簡易であったため、モデルTが生産中止となった1927年には、他車で一般的な3段・4段の手動変速機・足踏みクラッチを操作する自信のないユーザーが、慌てて在庫のモデルTを購入した事例があったとも伝えられる。

#### フォードの遊星歯車変速機
1900年代当時の自動車では、手動変速機による変速という作業は一大事であった。重くつなぎ方の難しいコーンクラッチと、やはり操作が重いうえに同調装置が皆無の原始的な選択擦動式ギアボックスとの組み合わせでは、変速操作一つにも難渋を強いられた。シンクロメッシュ（同調装置）付き変速機の出現は1930年代、自動変速機の一般化は1950年代以降であり、20世紀初頭にはダブルクラッチを用いての自動車運転は必須であった。それは非常な熟練を要し、ひいては自動車を普及させる妨げになった。
コーン・クラッチ（円錐クラッチ）
クラッチ板の形状を薄い円錐状とした方式。同一直径の円盤形クラッチに比して摩擦面積の拡大を狙ったもの。クラッチ板材質が未熟な時代、摩擦力の確保を念頭に用いられたが、唐突な繋がりでいわゆる半クラッチ操作が難しく、通常の円盤形クラッチ板の材質向上などによって取って代わられた。
初期のフォードは、変速機について独自のポリシーを持っており、モデルT以前の市販モデルは全て遊星歯車による2段式であった。これは遊星歯車ユニット外側のドラムにブレーキを掛けるだけでギアの切り替えができ、操作は容易だった。

#### モデルTの3ペダル変速機
モデルTでは、この遊星歯車変速機を更に改良して搭載している。従来のフォードでは、2つのペダルと2組の手動レバーで発進・変速操作を行っており、モデルTも1909年途中まで製造された初期の1,000台はこの2ペダル式だったが、すぐにレバー1組（ハイ・ギア操作）をペダルに置き換えた3ペダル1レバーの組み合わせとなり、以後最後までこれを踏襲した。エンジンと変速機はペダルのセットまで含めた一体のユニットとして構成され、生産性の面でも有利だった。
モデルTの変速機周りの設計は、後世の視点からも注目に値する、非常にスマートでコンパクトなものである。
エンジン出力軸直後にマグネトーとフライホイールが収まり、更にこのフライホイール内側にそのまま遊星歯車のギアセット前半分が収まっている。直後に遊星歯車を制御するためのリバースドラムとスロースピードドラム（ハイギアは直結なのでドラム不要）が連なり、更にその直後に常用ブレーキ用のブレーキドラムが連なる。
スロースピードドラムとブレーキドラムの間には、内側に内蔵される形で大小25枚のディスクで構成される多板クラッチが収まっている。クラッチはブレーキドラム直後のスプリングから制御される。つまりモデルTの場合、当時一般の自動車における「エンジン→クラッチ→選択摺動変速機」というレイアウトではなく、「エンジン→遊星歯車変速機→多板クラッチ」というレイアウトを用いていたのであった。
ギアリングは、ローギア約3、ハイギア直結、リバースギア約4であった。

### 操作法

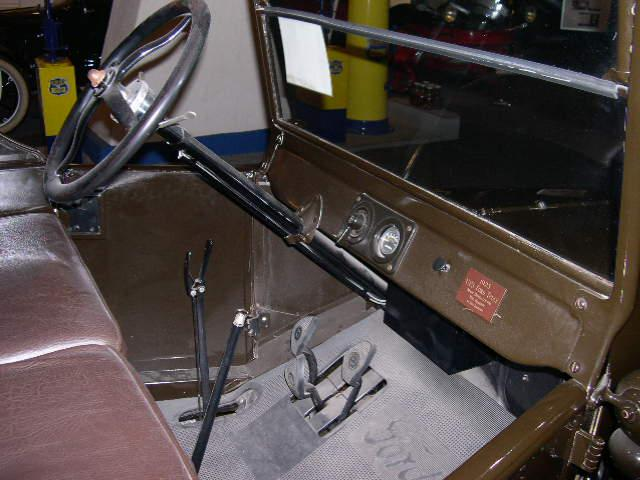
1923年型モデルTの運転席

モデルTの運転方法は、他の自動車とは相当に異なっていた。しかしその操作は初心者でも手順だけ覚えれば容易なもので、同時期の他車のように非常な熟練を要するということがなかった。ゆえに日本では大正時代、通常の自動車用免許「甲種運転免許」と別に“オートバイおよびT型フォード専用免許”とでもいうべき簡略な「乙種運転免許」が設けられていたほどで、現代日本におけるオートマチック車限定免許を思わせ興味深いものがある。
左ハンドル配置の運転席に着座すると、スロットルレバーおよび点火時期調整レバーを備えたステアリングが正面に、足下にはペダルが3つ並び（右からブレーキペダル、リバースペダル、ハイ・スロースピード切り替えペダル）、足下左側床面からは手前に引いて後輪に作動させるハンド・ブレーキのレバーが立っている。走行中の常用ブレーキは右側ペダルで作動するセンターブレーキである。スロットルがペダル式でなく手動であることに留意する必要がある。
停車中、ハンド・ブレーキを掛けておけばクラッチも連動して切れた状態になる。従ってこの状態からなら安全にエンジンを始動できる。

#### 始動・発進・加速・減速・停止
1. エンジン始動 スロットルと点火時期の両レバーを半分程度ずつ下げ、チョーク操作のうえ、手動クランク操作またはセルフスターターでエンジンを始動させる。
2. 発進 左側ペダルを半分踏み込んで、クラッチを切断した状態にする。そしてハンドブレーキを緩め、スロットルと点火時期レバーを更に下げつつ、左側ペダルを一杯に踏み込むと、クラッチが繋がってローギアに入り、車は走り出す。
3. 加速・巡航 ある程度加速したら、左側ペダルから足を離すことでペダルが戻り、自動的にハイギアに切り替わる。以後の速度調節は、スロットルと点火時期の両レバーを同じ角度に適宜動かすことで行える。エンジンは低速重視の設定であり、低速域から負荷をかけても扱いやすかったという。
4. 減速 右側ペダルでセンターブレーキが作動、左側ペダルを踏み込めばローギアに入ってエンジンブレーキがきく。
5. 停止 減速後、左側ペダルを半踏み位置に戻してクラッチを切る。ハンドブレーキの操作で、クラッチを切った状態を維持しながら停止させることができる。

- 後退時には、ハンドブレーキでの停止中に、前進と同じ手順で中央ペダルとハンドブレーキを操作すればよい[1]。

### 外観
背の高いシャシー上に、フェンダー、ステップボードを独立して配置し、ボディ腰部が絞り込まれた、典型的なクラシックスタイルである。前方に前輪が突き出し、ラジエーター直下に前車軸が位置する古典的レイアウトであり、リアオーバーハングはほとんどなく、5座型の場合の後部座席は後車軸直上に位置する。独立した後部トランクが乗用車に設けられるのは1930年代以降で、一般的な5座のモデルTにトランクというものはない。
モデルTの写真としてよく取り上げられるのは、真鍮製の大袈裟なアセチレン式ヘッドランプと、光沢があって角張ったアッパータンクを備える真鍮製ラジエーターの正面に大きく「Ford」のロゴを入れ、赤などの派手な色に塗られた、いかにも1900年代のクラシックカーらしい容姿のツーリングやロードスターである。これは1908年から1911年途中まで頃の初期モデルであり、実際に流れ作業で大量生産されるようになってからのモデルTは、電気式ヘッドランプに地味な総黒塗りという、若干近代化された外観になっていた。その外観の変化は著しく、自動車に詳しくない人々がモデルTの初期形と最終型を見比べても、基本設計を同じくする自動車と気付くのはおそらく難しいと思われる。
製造期間が長期に渡り、その用途も様々であっただけに、多彩なボディスタイルが展開された。

#### ボディ

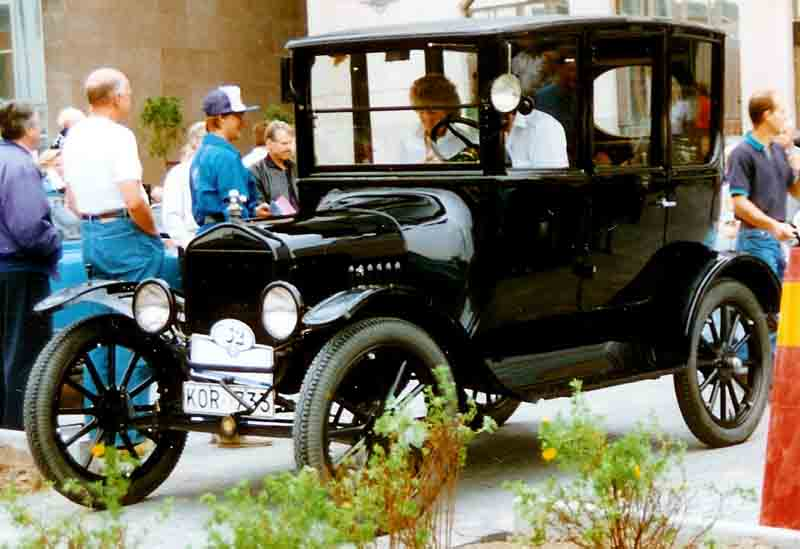
1921年式モデルTセンタードア・セダン。中央ドアで前後席出入りを共用し、コストダウンを図ったクローズドボディ。ラジエーターに至るまでの総黒塗りは後期型モデルTの典型的容姿と言える

5座席で側面の窓を備えず、折り畳み式の幌を備えた「ツーリング」型が、生産期間全期を通じてモデルTの主流ボディであった。1900年代の自動車はまだオープンボディが一般的で、モデルTもその例に倣ったに過ぎない。初期にはドアを装備したのは後席のみで、前席はドア無しだったが、1912年頃からは前席もドア付となった。オープンタイプでは他に「クーペレット」「ラナバウト」などの2座席モデルがあった。「ラナバウト」は安価な2座席オープンモデルで最もベーシックなグレードである。「クーペレット」はフォードT型でのみ使われた2座席カブリオレの名称である。
ツーリングのウインドシールドの構造は上下2分割式で、背を低くする折り畳み式であったが、末期型は上窓を開閉して通風する構造となり、シールドの載るカウル部を低くすると共に、垂直に立っていたシールドを、競合他車のように僅かに後方に傾けてモダンにしている。
屋根と側面ガラスを備えた「クローズド・ボディ」は、1910年代中期以降ロードスターの発展型として2人乗りのクーペボディが載るようになり、相当な台数を売った。また、フォード独特の試みに、廉価なセダンボディの供給を狙って、側面中央に前後席で共用する「センタードア」を配置した5座セダンがあった。若干が製造されたユニークな例では、リムジン風に後席のみ完全クローズドボディ、運転席は側面オープンとしたタクシー向けの「タウンカー」型もあった。ウインドシールドは上下2分割で、上段が前方に開いて換気できる。
1923年の最後のマイナーチェンジで、4ドアと2ドアの通常型セダンが追加された。前ドアは前ヒンジであるが、4ドア車は後ドアが後ろヒンジの、いわゆる「観音開き」である。後ドア直後にも窓を設けた6ライト・セダンであった。重量がかさみ、走行性能は損なわれた。
上記以外にもフォード社内・社外コーチビルダーを問わず、ユーザのニーズによって多彩なボディ装架が行われた。
日本では、1920年代のフォード日本法人の進出以前から、特にタクシー業界への大量販売が重視された。乗用車については完成車も供給されたが、日本の運輸業界では安全性よりも輸送力が重要視されたため、ボディなしの「シャシモデル」として出荷され、箱型の車体が別途、日本国内の車体業者により架装されることも多かった。ことにバス仕様やトラック仕様とされた商用車シャシの場合は、大量人員輸送車両を安価に仕上げることが優先され、運転席付近から車両後部シャシ後方をはるかに突き抜ける、より長い一面床を不完全なアウトリガー状態で作りつけて、その上に車体を載せる強引な事例も見られた。これはフォードTTベースで製作された円太郎バスでも同様であった。

#### ボンネット、フェンダー等
ボンネットとボディの間の整形は、初期には行われなかった。角張ったボンネットがフラットなダッシュボードと直に接した形態で、フェンダーも前・後輪上で水平に途切れており、全体に武骨な形態だった。
その後、1914年頃からはボンネットとダッシュボードの間は曲面のカウルで整形され、フェンダー前後端も若干伸び、より柔らかいカーブを持った形態となった。
1917年以降、ラジエーターに合わせたボンネット上部の曲面化とラジエーターの黒塗りで、外観はややモダンだが地味な装いとなった。
1923年以降の末期型は、ラジエーターが高くなった分ボンネットも高くなり、カウル部分の整形もより洗練された。カウル上面にはベンチレーターも設けられている。末期のツーリングモデルはカウル高さを抑えてフロントウインドシールドを広げたため、従来モデルTで強かった腰高な印象は相当に和らげられ、同時代の他社新型車に近いスタイルとなっている。1926年以降の最終期には、オプションでフロントバンパーも用意された。

#### ラジエーター
生産期間中に幾度か変更を受けた。前期型は古風なデザインで無塗装の真鍮製、後期形はややモダナイズされたデザインで（多くは黒塗りされた）プレススチール製であった。大まかには次の通りの変化である。
1. 1908年 - 1912年 初期形ラジエーターは、モデルNの形態を引き継いだ、横長の真鍮製である。始動クランクより上に配置された。アッパータンク部には「Ford」の飾り文字がプレスされ、また1911年途中まではラジエーターコア中央にも「Ford」のロゴが貼られていた。角には曲線が付いている。
2. 1912年 - 1917年 従来型と寸法はほぼ同じであるが、全体的に角張っている。材質の真鍮は踏襲されたが、アッパータンク部が分離構造となり、「Ford」の文字も会社の正式ロゴと同じ書体に修正されている。
3. 1917年 - 1923年 材質をスチールに変更、プレス加工で生産性を高めると共に、ラジエーターも黒塗りとしてコストダウンした。このタイプのラジエーターは、それ以前から定置動力ユニット向けに使われていた。若干丸みを帯び、容量は従来の2ガロン（約7.5リッター）から3ガロン（約11リッター強）に増大した。
4. 1923年 - 1927年 やや縦長のモダンな形態となり、下部で2ピースに分割する形態となった。下部には始動クランク棒を通す穴が開けられた。やはり黒塗りが標準だったが、末期には競合車対策のオプションでクロームメッキないし銀色塗装を受けた例もあった。

#### ヘッドランプ
初期にはアセチレンランプまたは灯油ランプが用いられたが、1913年頃からオプションで電気式ヘッドランプが装備され、1915、6年以降は電気ヘッドランプが標準化した。このため、改造を受けていなければ、外観による年式の区別は容易である。

## 影響

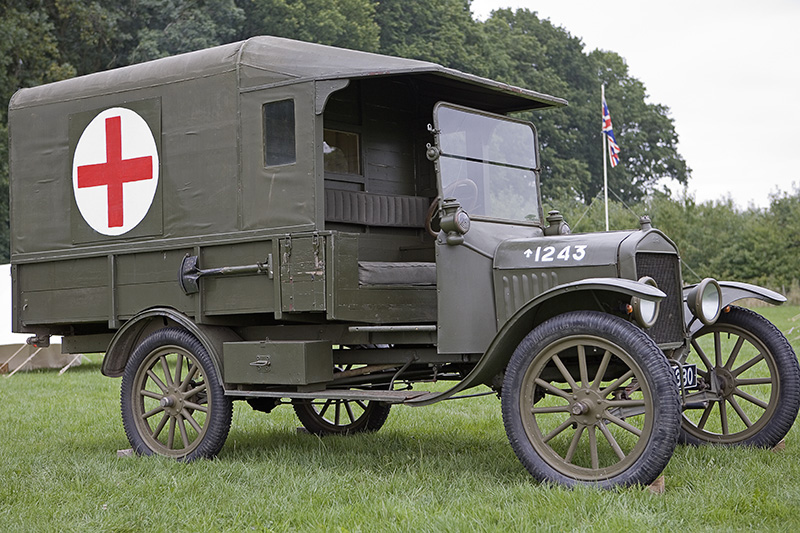
第一次世界大戦で英仏軍側に使用された1916年式モデルTTベースの野戦救急車。右ハンドル仕様からイギリス工場生産車、さらに、後軸差動装置がウォームギアのためモデルTTシャシーと判断できる。モデルTは欧州戦線での軍用車両としても広範に利用された

モデルTの量産は、自動車のマスプロダクションの先駆けであり、アメリカ国内の競合各社や、シトロエン、フィアット、オペルなどヨーロッパの多数のメーカーが、フォードの手法に倣って大衆車量産に邁進することになった。「流れ作業方式」に代表されるシステマティックに構築された量産技術は、自動車のみならず、あらゆる工業製品の大量生産における規範手法となり、かつて熟練工の技術が重んじられていた労働市場の形態にも、計り知れない影響を与えた。
またアメリカ国内におけるモータリゼーションの起爆剤となったことで、アメリカという国の経済・社会システムに著しい影響を及ぼした。鉄道網と馬車によって形成されていたアメリカの交通に新しいベクトルを与え、道路建設をはじめとするインフラ整備を促す役割を果たし、自動車修理業やガソリンスタンド、ドライブ・イン、中古車市場、アフターパーツマーケットなどの新たなビジネスをはぐくんだ。都会から未開地に至るまで、ほとんどのアメリカ人の日常生活は自動車によって支えられることになった。
品質の安定した実用的な自動車が低価格で供給されたことは、アメリカ以外の国々にも影響を及ぼし、モデルTは世界各国で官民を問わず広く用いられることになった。1910年代 - 1920年代にかけ、自動車市場のシェアをフォード・モデルTに席巻された国は少なくない。

### 日本への影響

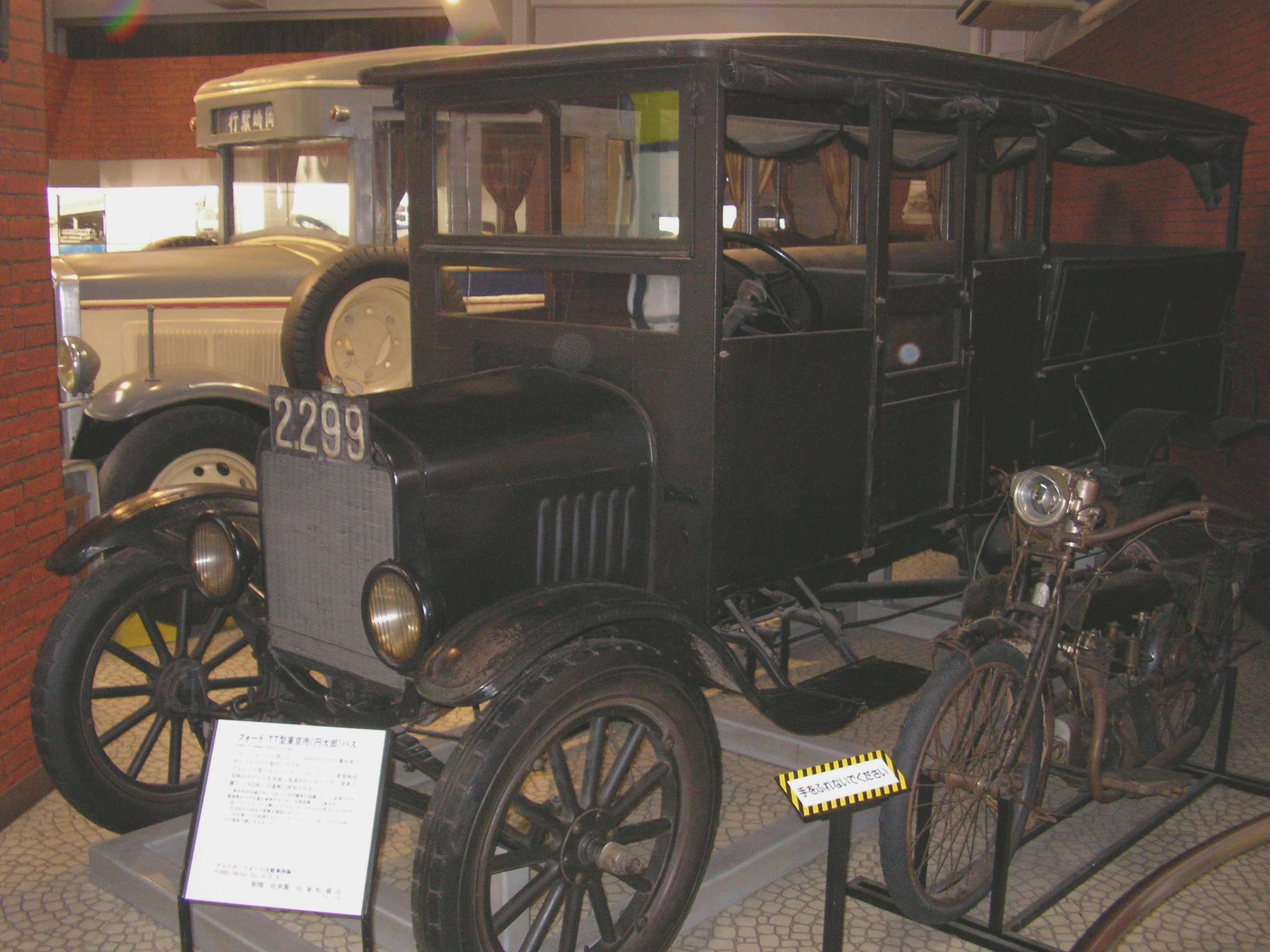
モデルTTシャシーをベースに製作された「円太郎バス」。旧・交通博物館蔵

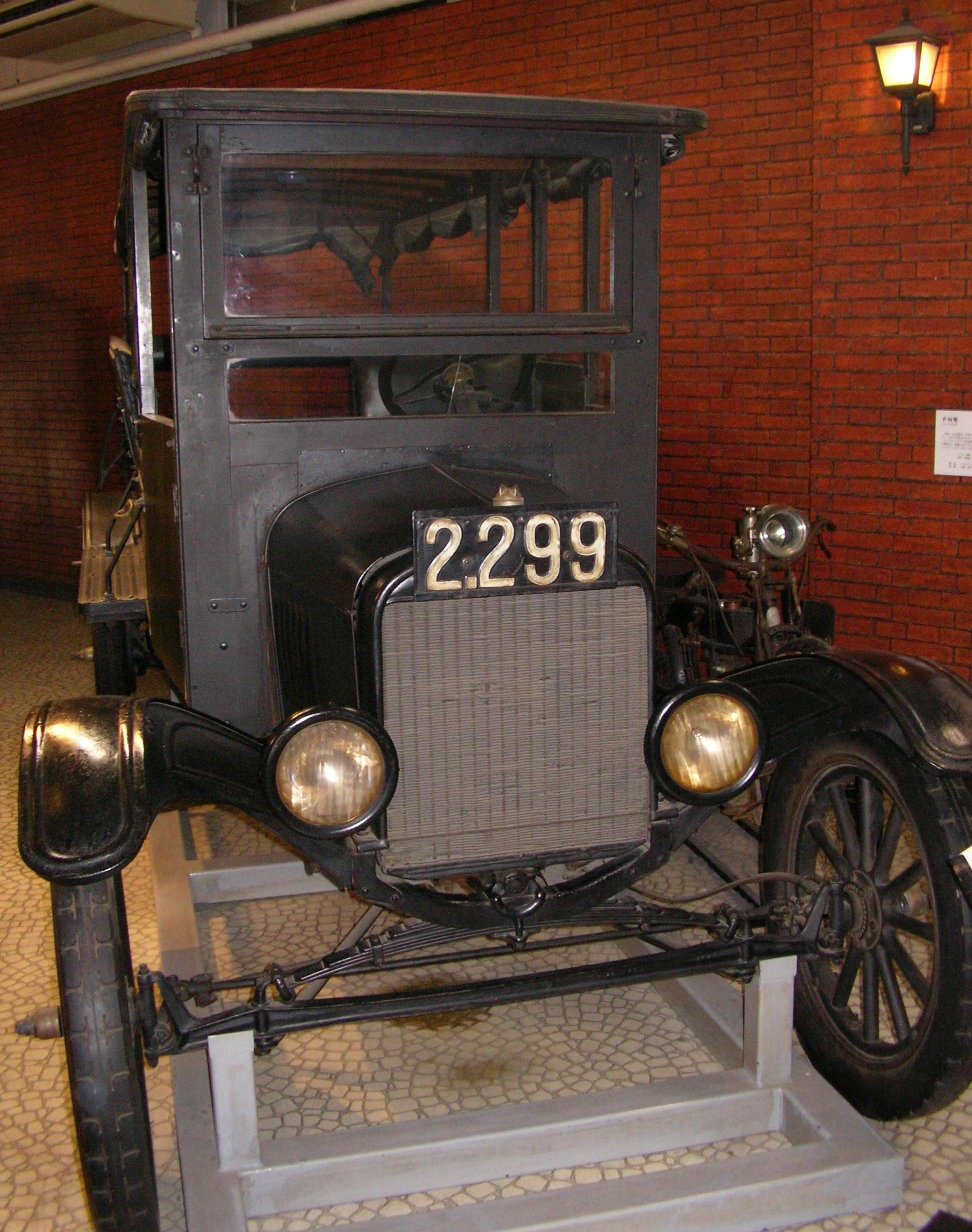
同車の正面。極めて車幅が狭い

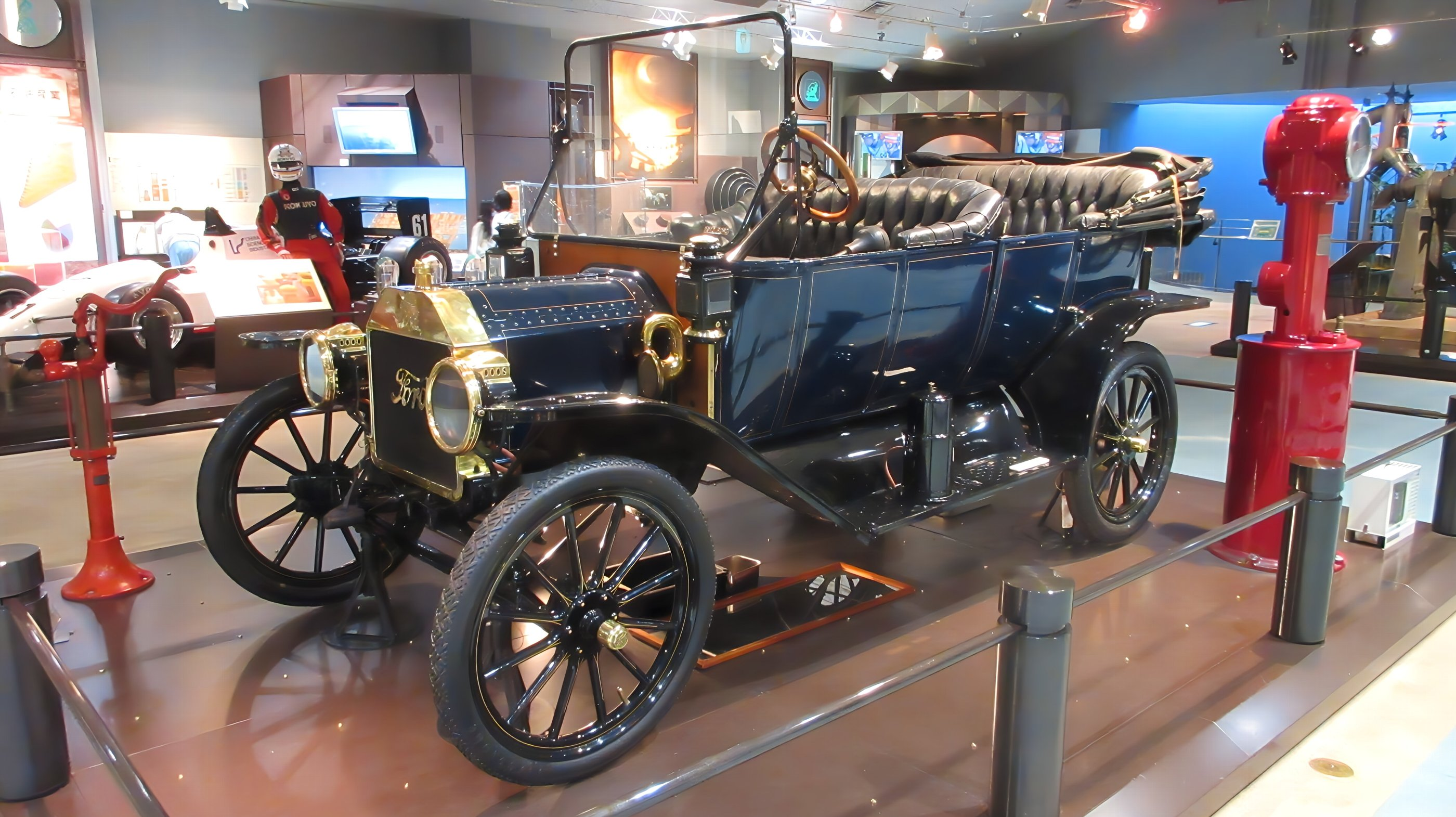
千葉県立現代産業科学館展示 T型フォード

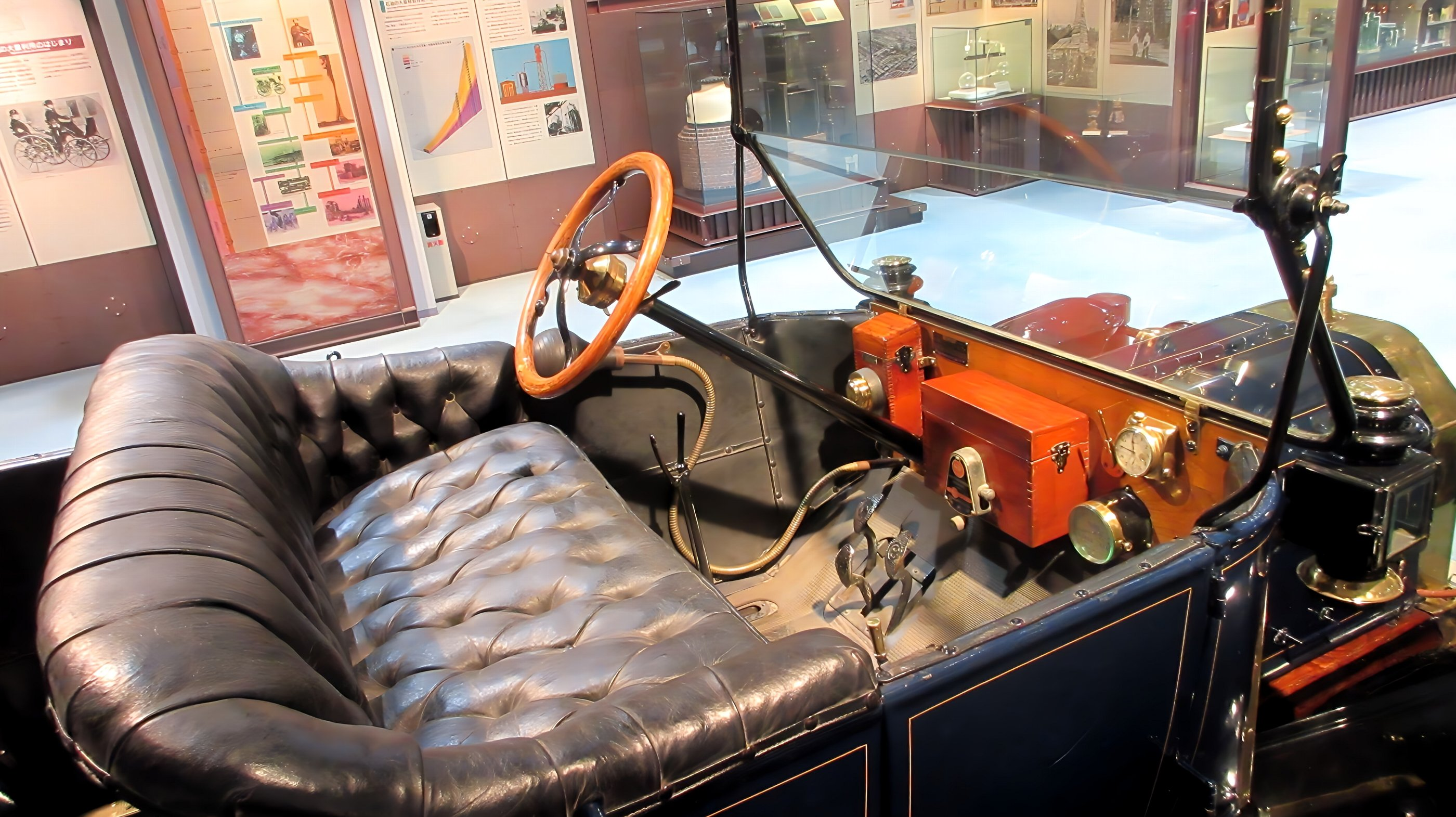
運転席周囲

1909年に製薬会社の三共合資会社がモデルTの正式輸入を開始したが、自動車に必要なアフターサービス体制が整っておらずすぐ断念。1910年12月から東京の「萬辯舎」が分割払いでのT型ロードスター予約販売受付を開始したが、これも上手く行かなかった模様である。結局、輸入代理店権限は1911年に東京にあった外資系商社のセール・フレーザー株式会社（「セール・フレーザー商会」とも）に移り、第一次大戦後までは同社がフォード（およびフォード社の傍系製品であるフォードソン・トラクター）の日本総代理店となった。
日本初のタクシーは1912年に東京で運行されたモデルTであり、その運営会社「タクシー自働車株式会社」は発足時、セール・フレーザーから55台ものモデルTを購入している。その後も1920年代まで日本における自動車の主流であり続けた。「県内初の自動車」がモデルTであった地域も見られる。道府県ごとに自動車免許制度がまちまちだった時代には、運転の容易さから他車とは別に「フォード専用」の免許を設けていたケースも見られたほどで、のちには「乙種免許」として制定された（1919年の内務省省令「自動車取締令」で一般の自動車用の甲種免許とは別に、オートバイやオート三輪、T型フォード等の運転を認める免許として制定）。
1923年の関東大震災によって東京市内の路面電車網が破壊された際には、路面電車を運行していた東京市電気局がフォードTTシャシーに簡易ボディを載せた通称円太郎バスを急造、早くも同年中に運行開始されて、市街地の復興輸送を担った。1000台の発注に対し、フォードが即応できたのは800台に留まったが、それでも緊急輸送手段として多大な功績を残した。これほど膨大な量のオーダーに即座に応じられる自動車メーカーは、当時世界でフォード1社しかなく、大量生産の威力がうかがわれる。
東京市の発注に商機をみたフォードは、1925年2月、早くも横浜市に日本法人「日本フォード自動車株式会社」を設立してセール・フレーザーとの日本総代理店契約を解消、以後戦前を通して日本フォードが日本国内各地の代理店について契約管理・統括していく。この時点で日本全国に2万6,000台余りしかなかった4輪自動車のうちフォード車のシェアは、乗用車で2位のビュイック（1,938台）の4倍以上となる8,141台・44%、貨物車に至っては2位のリパブリック（225台）その他諸々を遥かに引き離す4,750台・60%という、圧倒的なものであった。製造年代から、そのほとんどがモデルT・TTということになる。
同年には横浜に組立工場を設立し、アメリカで生産された部品を輸入して組み立てるノックダウン生産が開始され、モデルT・TTの完成車及びシャシーが日本市場に大量供給された。2年後の1927年にはフォードを追って大阪に組立工場を設立したGMがシボレーのノックダウン生産を始めている。
モデルTとシボレーが廉価に供給されたことで、タクシーを主とした当時の日本の自動車市場は、一時ほとんどフォードとGMによって席巻された。

### モデルT自体の発展・応用
モデルTは廉価で取り扱い容易な特徴を買われ、後輪回りを改造、起耕用の鋤を取り付けるするなどして農耕作業用に改造された事例が多数存在する。この種の簡易トラクター用途は、1910年代後期にフォードソン・トラクター及び競合フォロワーの本格的な内燃機関トラクターが現れたことから一時下火になったが、その後1920年代後期以降の不況期にはアメリカの中古車市場で中古モデルTが廉価に出回ったことから再び流行し、しばらく盛んに使われた。
モデルTの中古パワーユニットは廉価であったことから、第二次世界大戦以前には、定置動力、消防ポンプ用、小型船舶、小型鉄道車両に好んで転用された歴史がある。1920年代には、中古のモデルTから取り外したパワーユニットをオーバーホールして、アメリカから輸出するビジネスすらあったという。構造が簡単なうえ、補修パーツも豊富であり、軽便な用途には最適のエンジンであった。
特異な事例としては、アマチュアの自作飛行機の動力にモデルTエンジンを用いたものがある。アメリカのアマチュア飛行機製作者バーナード・ピーテンポールが1933年に製作した1人乗り単葉機ピーテンポール・スカイスカウトはその実例の一つで、ピーテンポールの処女作となった1929年のエアキャンパーがフォード・モデルAエンジンを積んでいたところ、当時市場に中古で多く出回っているモデルTエンジン向けの機体を作るべきと技術雑誌編集者から説かれたことによる開発という。スカイスカウトは地上を走るモデルTより速い55マイル/hで巡航でき、複数が現存する。
また1910年代以降、モデルT向けの4輪駆動キットやSOHC、DOHCの交換用ヘッドなどがアフターパーツとして作られるようになり、特に交換用ヘッドはアマチュアレースでのチューニングに好んで使われた。そして1930年代以降に興隆してきた、「ホットロッド」と呼ばれる過激な改造車趣味においても、中古のモデルTが多くベースに用いられた（モデルTのシャシーに強力なV8エンジンを積むなどの無茶な改造が盛んに行われた）。

## ル・マン24時間レース

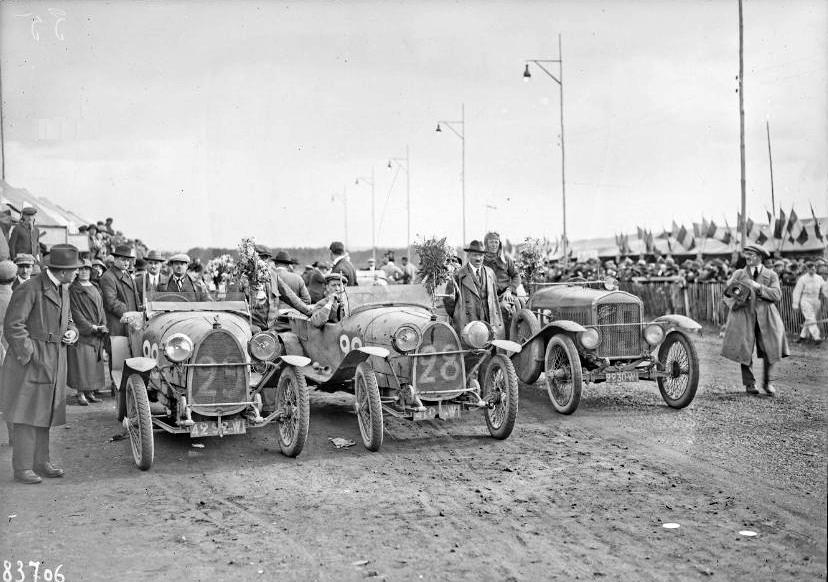

ル・マン24時間レース1923年第1回に、フランスでフォード車ディーラーを営んでいたシャルル・モンティエと義弟アルベール・オーリオがモデルTを改造したモンティエ・スペシャルで出場して完走した。成績は完走30台中97周で14位であった（平均69km/h以上。優勝したシュナール・エ・ワルケルのラップは128周であった）。

## 登場作品
- ロンドン指令X - 主人公スタンレー神父の愛車。ミニマイザーで1/3サイズになったり、夢の中で空を飛んだりした。1917年製、車体色は黄色。
- レッド・デッド・リデンプション - 一部ミッションで登場する。連邦捜査官が使用している。プレイヤーは運転できない。
- Mafia: The City of Lost Heaven - Ford Model Tをモデルとする車両が登場する。厳密なシミュレーションではないが、実車の特性のいくつかを模しており、運転可能。
- 緋弾のアリア - 人の心と繋がるという金属「色金（イロカネ）」のうち、ネバダ砂漠のエリア51には瑠瑠色金（ルルイロカネ）がT型フォードの形にされ秘匿されている。
- フラバー うっかり博士の大発明 - 主人公ブレイナード教授の所有車。発明品フラバーを取り付け空を飛ぶ。未確認飛行物体と誤認され米空軍がスクランブルした。
- グランツーリスモ4 - 非売品。スーパーライセンスのオールゴールドクリアでのみ獲得できる。
- Mafia Driver Omerta - Android Game.
- 母さんは28年型 - 死んだ母親がフォード・モデルT（劇中では架空ブランド名）に憑依した設定の、アメリカのシチュエーション・コメディドラマ。
- のりものまん モービルランドのカークン - エリザベスが登場する。車体色は黒。
- ゴールデンカムイ - アメリカ人牧場経営者のエディー・ダンが所持している。ダンが「友人のフォード君」から貰った試作品という設定。